# Hardenrath

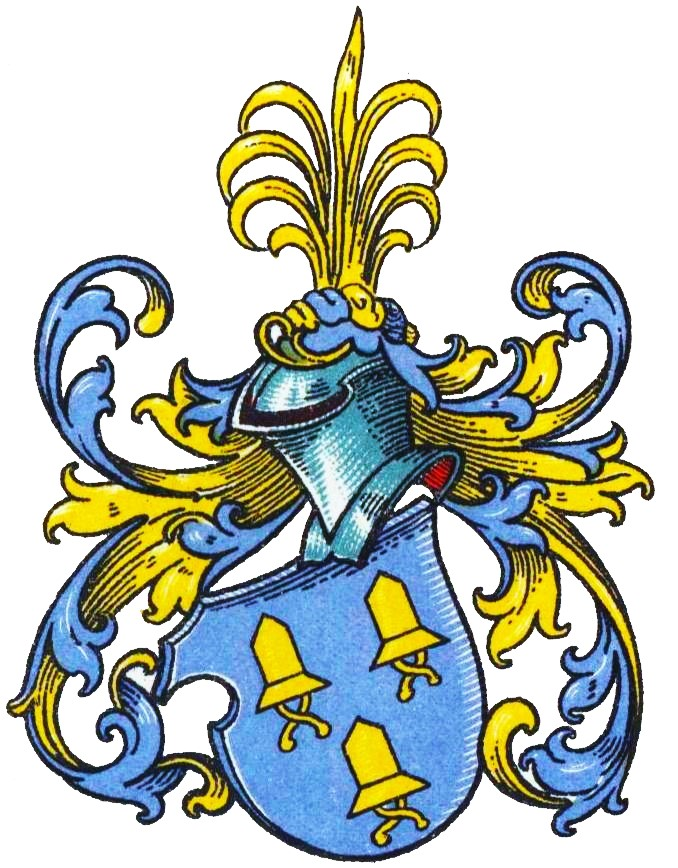
Wappen derer von Hardenrath im Wappenbuch des Westfälischen Adels

Die Kölner Familie  Hardenrath war eine wohlhabende Kaufmannsfamilie, die im 15. Jahrhundert aus Hameln an der Weser nach Köln übersiedelte. Als Begründer der dann auf Dauer in Köln ansässigen Familie gilt Johannes Hardenrath (der Ältere, "(I.)"), dessen Nachkommen über mehrere Generationen hinweg die Kölner Politik mitbestimmten.

## Geschichte

### Neubürger in Köln
Johannes (I.) Hardenrath erwarb im Jahr 1449 das Bürgerrecht der Stadt Köln. Unter den Kölner Tuchhändlern (wobei er sich auf den Handel mit Barchentware spezialisierte) hatte er einen hohen Rang und soll unter diesen in den 1460er Jahren an dritter Stelle gestanden haben. Daneben mehrten zahlreiche im Renten- und Kreditwesen getätigte Geschäfte sowie sein Engagement im Englandhandel den Wohlstand der Familie. Wie alle Bürger der Stadt verpflichtet waren, sich einer der 22 Kölner Gaffeln anzuschließen, war Hardenrath Mitglied der Kaufmannsgaffel Windeck geworden. Nach dem Ratsherrenverzeichnis war Hardenrath 1465 ein Mitglied des aus 13 Herren bestehenden „Gebrechs“. Hardenraths weitere Ratsmitgliedschaft nach 1465 bis 1484 ist jedoch umstritten, da nach einer Urkunde von 1479 Johannes (I.) Hardenrath, der Ehemann der Sybilla (Beelgin) Slossgin, als verstorben bezeichnet wurde.
Die Namensbezeichnung der Familie erscheint in den Quellen als „Hardenro“, der Kölner Ratsherr und Chronist Hermann von Weinsberg benutzte den Namen „Hardenraidt“ und die in jüngerer Zeit verwendeten Schreibweisen variieren die Namensendung mit „dt“, „th“ oder „ht“.
Unbekannt ist das Ende in der Geschlechterfolge der Hardenrath, einer in der Stadtgeschichte Kölns bedeutenden Familie des Kölner Patriziats.

#### Erwerb eines Hauses am Marienplatz
Die Familie des Kaufmanns Johannes Hardenrath hatte im Jahr 1455 ein Haus südöstlich der Kirche St. Maria im Kapitol auf dem Marienplatz erworben. Das Haus, im Bezirk St. Martin gelegen, stand unmittelbar an einer Pforte der alten römischen Mauer zur Vorstadt Oversburg hinter dem unteren Graben und hatte eine Kapelle (dom. Gravinporzen seit 1455, um 1487 in den Steuerlisten „Hardenro“ Haus genannt).

#### Wohnort Marienplatz und Umfeld

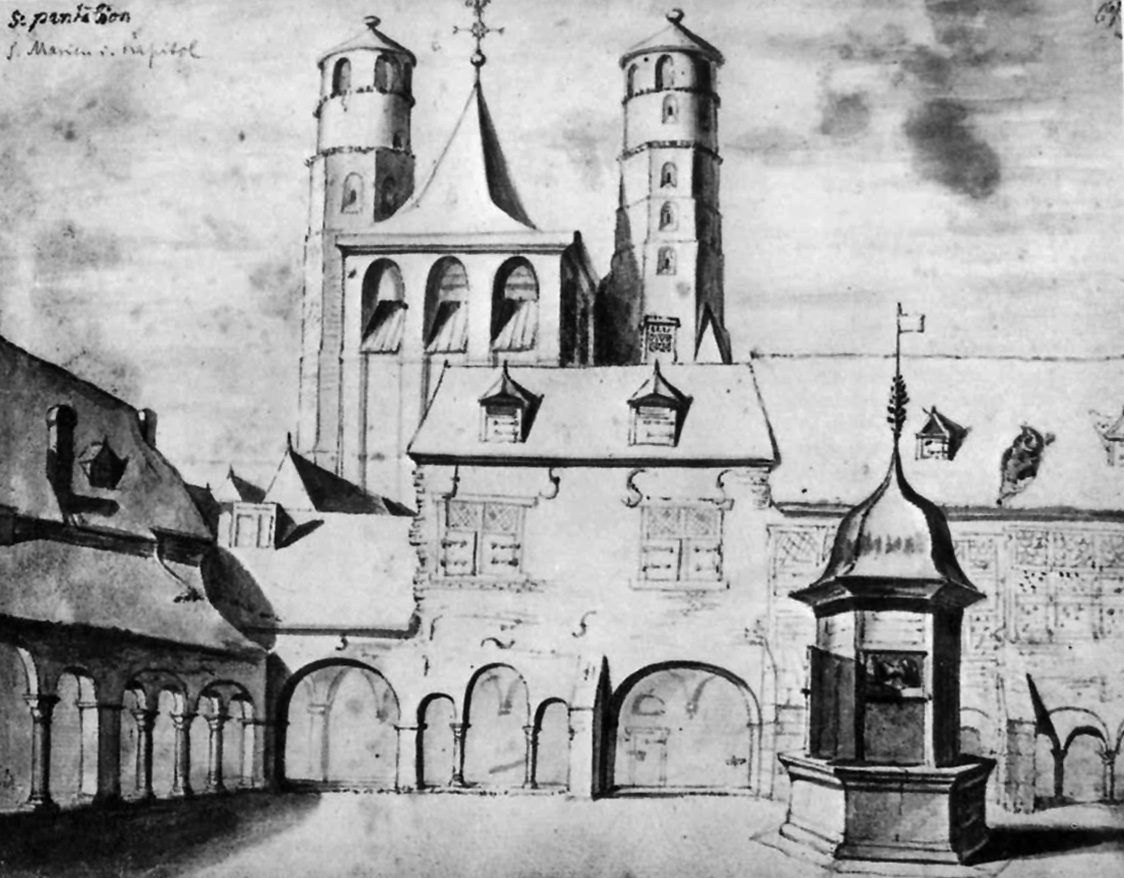
St. Maria im Kapitol um 1665

Dem im mittelalterlichen Bezirk S. Martin gelegenen Marienplatz schloss sich östlich der Straßenzug Sternengasse und Stephanstraße (mit dortiger um 1009 errichteter Kapelle S. Stephan „in fundo b. Mariae in Cap.“, 1834 niedergelegt) an. An seiner unteren Südseite trennten den Platz zwei Häuserreihen von der römischen Mauer und dem dahinter gelegenen Stadtgraben, der die Grenze zum benachbarten Vorstadtbezirk Oversburg bildete.
Der Platz begann im Westen in Straßenbreite und weitete sich in Höhe der seitlich der Stiftskirche St. Maria im Kapitol stehenden Kirche St. Notburgis (1169–1802, in der Franzosenzeit die „Welsche Kapelle“ genannt) und ging dort nördlich hinter dem Dreikönigenpförtchen in die Fläche des „Lichhofs“ (frühe Bezeichnung eines Friedhofes) über. Dort befanden sich die Kapellen „S. Nicolaus in porticu“ (um 1350 Ersterwähnung) und die zuerst „Benedictus“ (um 1300) und später „Anna-Lob“ genannte Kapelle. Die Spuren dieser beiden Bauwerke verloren sich im 18. Jahrhundert. Unmittelbar vor der Pforte mündete die Königstraße ein, die ebenso wie die vom Lichhof (über Treppen) abwärts führende Plectrudengasse auf die vom Heumarkt zur Kornpforte reichende Straße Malzbüchel stieß.
Die im mittelalterlichen Köln gebräuchliche Bezeichnung Büchel verwies in diesem Fall auf die Straßen „Krummer Büchel“, „Hochfpfortenbüchel“ und „Malzbüchel“. Es sind noch immer unter diesem Namen existierende Straßen, die schon in jener Zeit die natürliche Anhöhe rund um die dort um 800 erbaute Kapitolkirche umgaben.

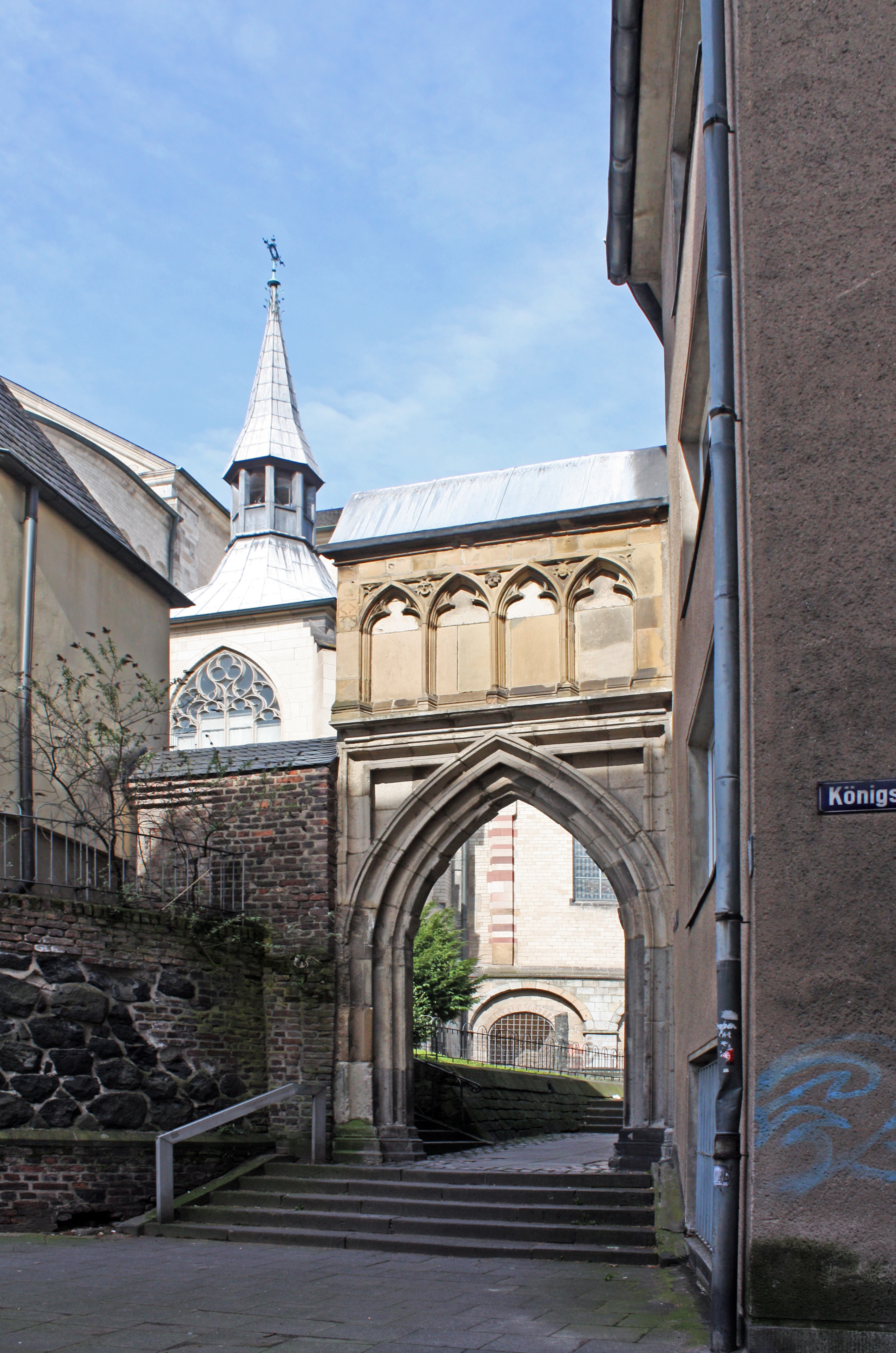
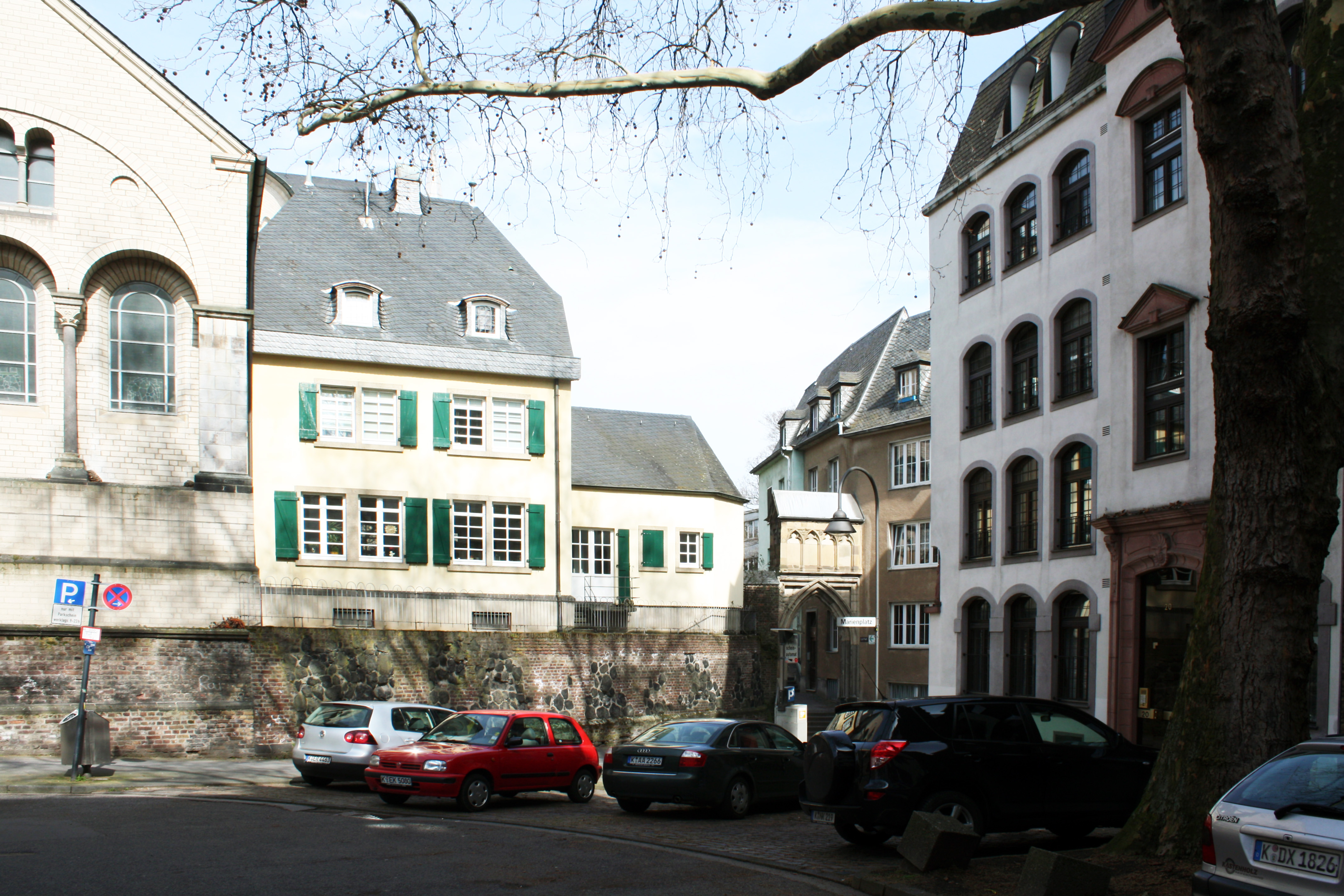
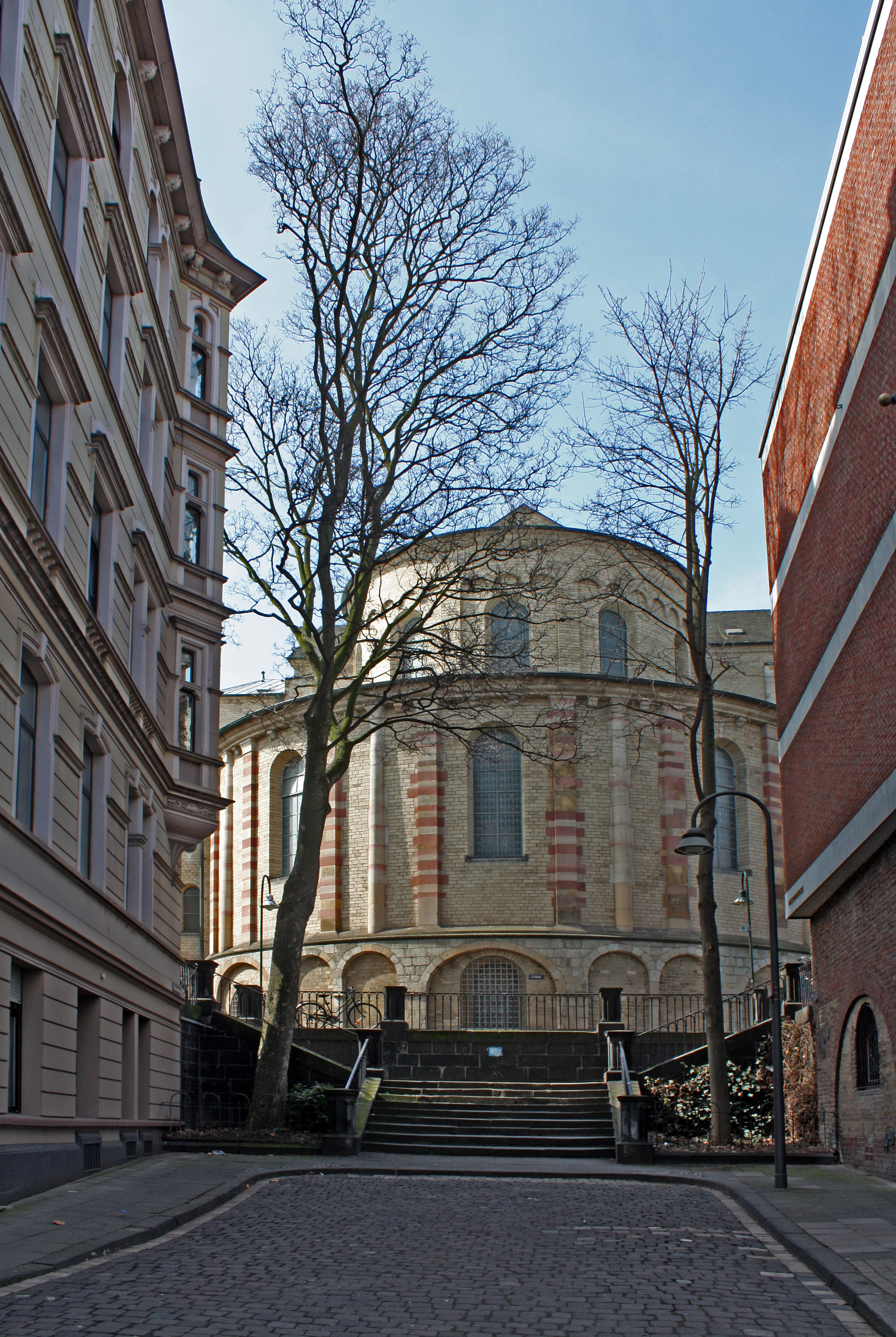

Auf diesem Gelände hatten neben einigem Haus- und Grundbesitz der Klöster Weiher und Benden, wie die frühen Schreinseintragungen belegen, auch einige der führenden Kölner Patrizierfamilien Besitz erworben. Eine Eintragung des Jahres 1272 beurkundet, dass ein Haus Gottfried Hagens durch diesen selbst an den Schröder Heinrich von Crouhusen abgetreten wurde. Weitere Eintragungen nennen den Schöffen „Gerhard Mommersloch“ (1304) oder „Gobelini Scherfgin“ (1331), ferner wurde die Familie des Wilhelm „de Aduycht“ angeführt (1346) und ein nach seinem Besitzer „Arn. de Palacio“ (auch Arnold von Palaise) als Palast bezeichnetes Haus (1359).
Ein weiterer Besitz in der Reihe dieser am Marienplatz vertretenen Patrizier der Stadt
war ein Anwesen am südöstlichen Ende des Platzes. 1200 hieß es: dom. et ar. Ex  opp. S. Notburgis vicina dom. advocati Almari versus Sculptáum portam. Das Haus wurde 1212 von Heinrich de Volmutsteine an Everhard „Kleyngedanc“ zu Lehen gegeben und ging von dieser Familie an die der „Hardefust“ über. 120 Jahre später wurde in den Schreinskarten ab 1322 das Haus als das des „Vayt“ (Vogt) Almershoyven geführt und wurde im Jahr 1455 als Besitz des Kaufmanns Johannes Hardenrath eingetragen.

### Bekannte Nachkommen
- Johann (II.) Hardenrath, Sohn des Familiengründers und auch Ratsmitglied, war verheiratet mit Christina, der Tochter des Bürgermeisters Goswin von Straelen. Der Ehe Johanns mit Christina entstammten drei Töchter (von denen Christina in das wohlhabende Haus der Kölner Familie Hacqueney einheiratete) und zwei Söhne, sie nannten sie Johann und Goswin. Goswin studierte zusammen mit seinem Bruder Johann an der Kölner Universität, ging dann, nach dem Tod seines Vaters 1499, nach Orléans und trat später in den Orden der Karmeliter ein.
- Johann (III.) war verheiratet mit Agnes, der Tochter des Bürgermeisters Johann von Merle. Johann III. war von 1507 bis 1523 Ratsmitglied. Während dieser Zeit, im Jahr 1515, ernannte ihn der spätere Kaiser Karl zu seinem Stallmeister. 1516 nahm Kaiser Maximilian ihn und seine Familie unter seinen persönlichen Schutz. Auf ihn geht wohl auch ein der Familie verliehenes in der „Sammlung Ketten“ überliefertes Adelsdiplom zurück.[10]

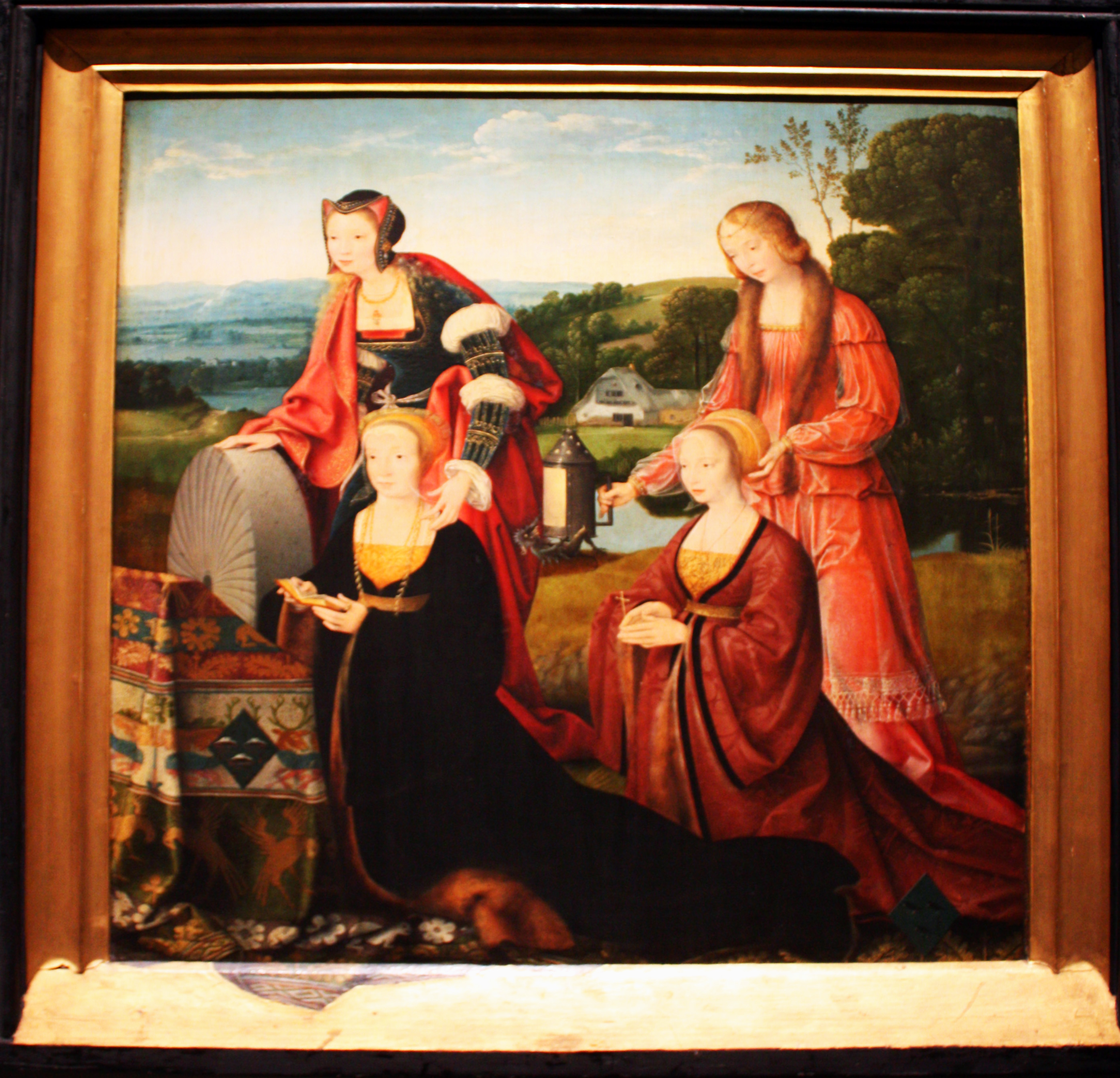
Christina Hardenrath, auf einem Altarbild (Flügel), der Kölner Familie Hacqueney
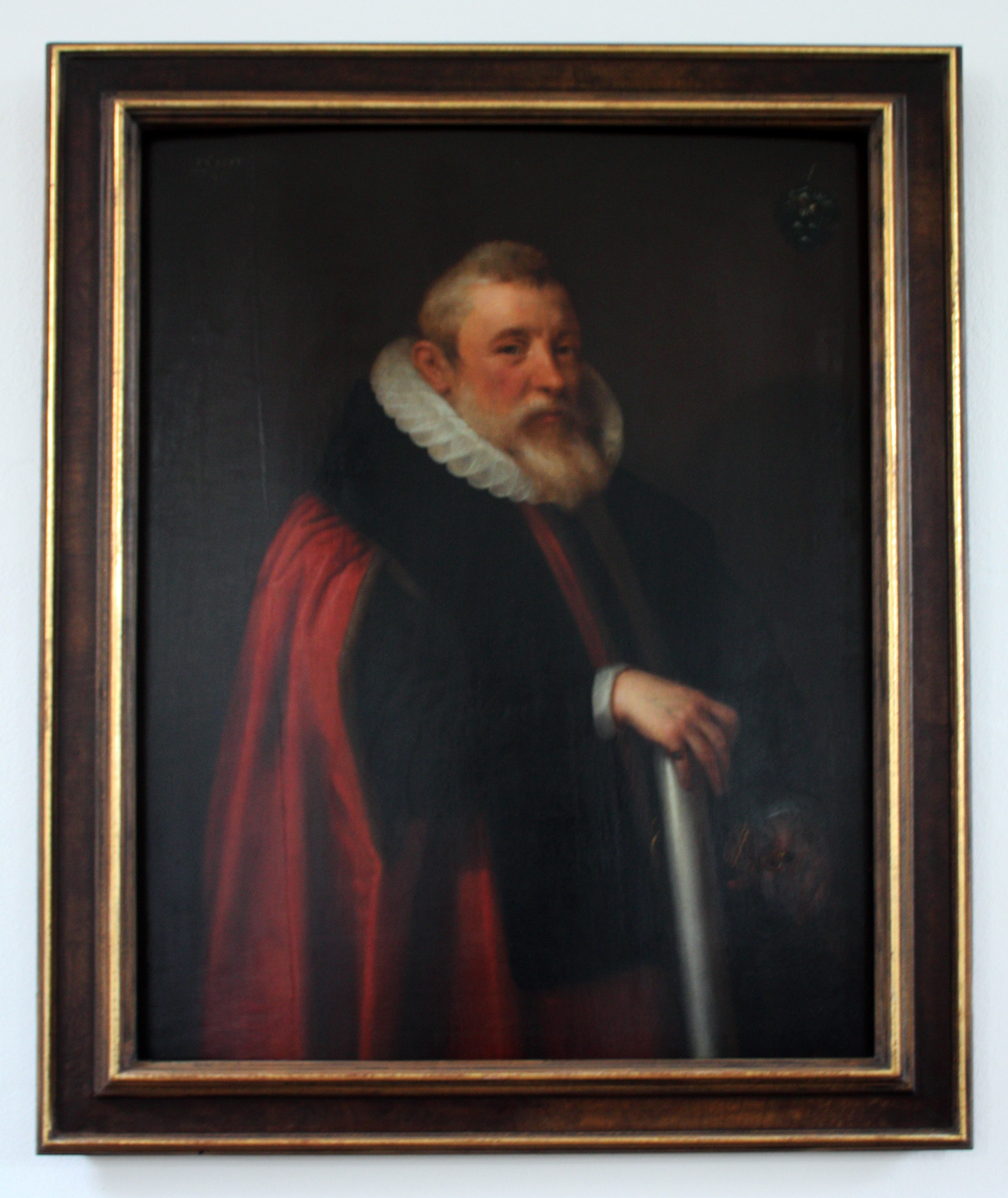
Johann Hardenrath (oben rechts das Wappen derer von Hardenrath)
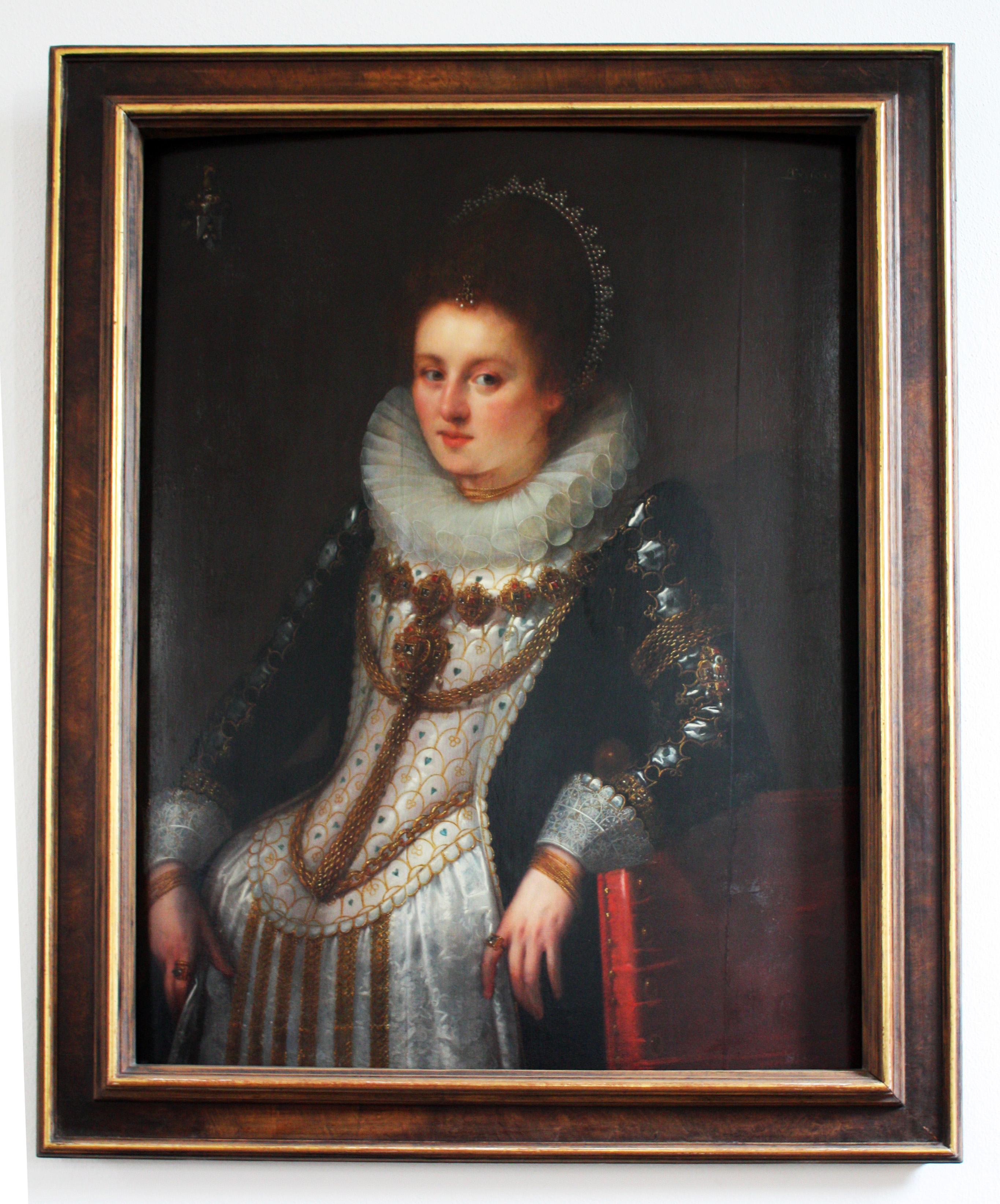
Anna Hardenrath, geborene Klepping (oben links das Wappen derer von Klepping)

#### Adelshaus Hardenrath
- Johann von Hardenrath der Ältere, Sohn Johanns (III.), wurde um 1530 in Köln geboren. Nach einem an der alten Kölner Universität absolvierten Studium trat er eine Assessorenstelle am Reichskammergericht Speyer an. Während dieser Tätigkeit als Beisitzer konnte er sich offenbar als guter Jurist auszeichnen und wurde als Rat in den Dienst des Herzogs Wilhelm berufen. Dort machte Johann Karriere und wurde 1580 zum Vizekanzler des Fürsten ernannt. Johann war wie sein jüngerer Bruder streng katholischen Glaubens und setzte sich vehement gegen die Thesen Luthers und für die Ziele der Gegenreformation ein. Johann Hardenrath starb am 12. Januar 1601 in Köln.[11][12]
- Johann von Hardenrath der Jüngere, dessen Geburtsjahr nicht bekannt ist, war der Sohn der Eheleute Johann und Christina Hardenrath, einer geborenen von Lyskirchen. Er war in zwei Ehen verheiratet. Es waren Katharina Gail, Tochter eines Kölner Bürgermeisters, und Anna Klepping, Tochter des Dortmunder Bürgermeisters Georg Klepping und dessen Frau Anna von Bardenhorst. Hardenrath, dessen Ehen sechs Kinder entstammten, wurde als Bannerherr der Kaufmannsgaffel Eisenmarkt 1583 Ratsherr der Stadt Köln. Schon ein Jahr später wurde er Bürgermeister der Stadt. Dieses Amt hatte er zwischen den Jahren 1584 und 1629/30 sechzehn Mal inne.[13]
- Gräfin Anna Christine von Gronsfeld war eine geborene von Hardenrath. Graf Gronsfeld heiratete sie am 14. April 1639 (* 1615; † 29. Januar 1692). Sie war die Tochter des Bürgermeisters Johann von Hardenrath.[14]

## Bauwerke der Familie

### Haus Hardenrath, Marienplatz

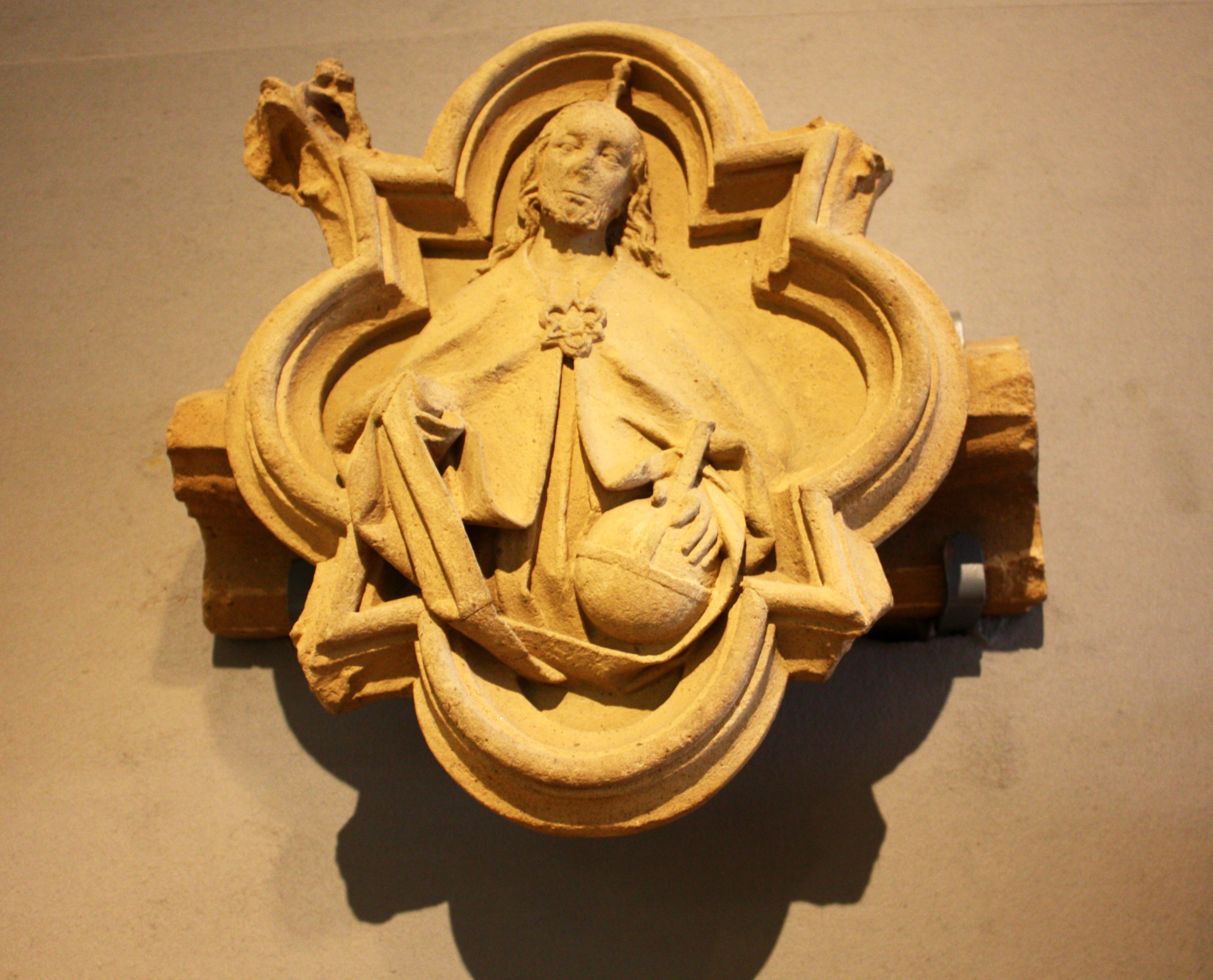
Schlussstein des Kreuzgewölbes

Der Ratsherr Johannes (I.) Hardenrath und seine Ehefrau Sybilla Sloesgin ließen ihr Wohnhaus in der südöstlichen Ecke des Marienplatzes mit einer prächtigen hallenartigen Haus kapelle ausstatten. Im Zentrum des spätgotischen Sterngewölbes befand sich ein Schlussstein mit dem Salvator mundi (einer Darstellung des segnenden Christus mit stilisierter Weltkugel), unter dessen Schutz Johannes sein Haus und seine Familie gestellt hatte. Diesen umgaben mehrere Wappenschilde, wie das des Hausherrn mit seinen Initialen, vermutlich ein Schild mit zwei verschlungenen Kreisen (Inschrift schlecht lesbar) sowie einem weiteren mit der Abbildung dreier von Schleifen gezierten Hüten. Diese wurden in der Fachliteratur zuweilen als Judenhüte gesehen und auf eine mögliche Verschwägerung des Hauses Hardenrath mit dem Haus derer von Juden (oder Jüden, ebenfalls eine Kölner Bürgermeisterfamilie) hin gedeutet. Ob ein Zusammenhang mit der Zunft der Kölner Hutmacher und der Gaffel der Tuchhändler (der Hardenrath möglicherweise vorstand) bestand, ist nicht bekannt. Die Kapelle des Hardenrathschen Stammhauses wurde im Jahr 1970 während dort stattfindender Bauarbeiten unter dubiosen Umständen zerstört.Ref?

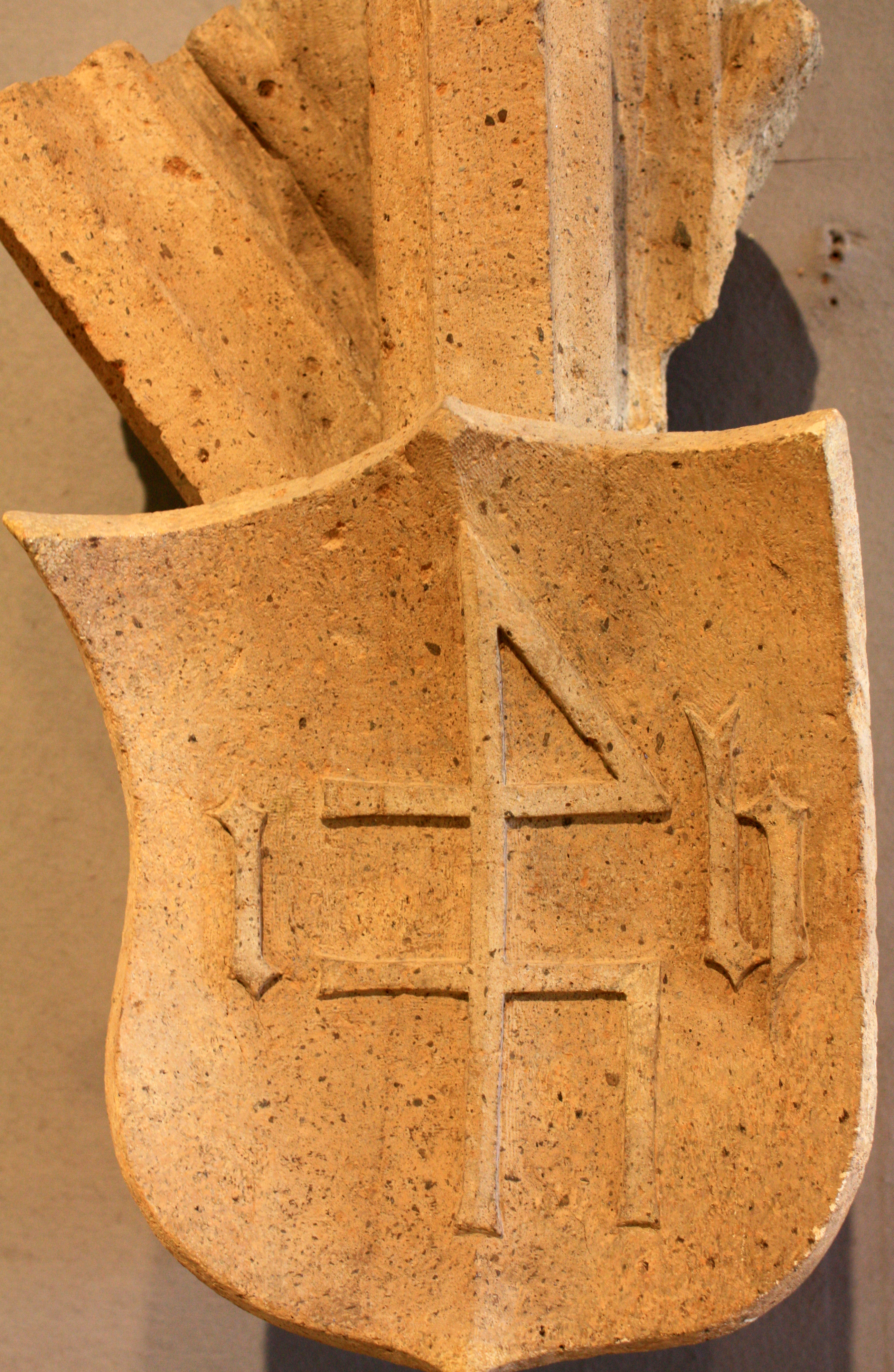
Wappenschild mit den Initialen Johannes Hardenraths
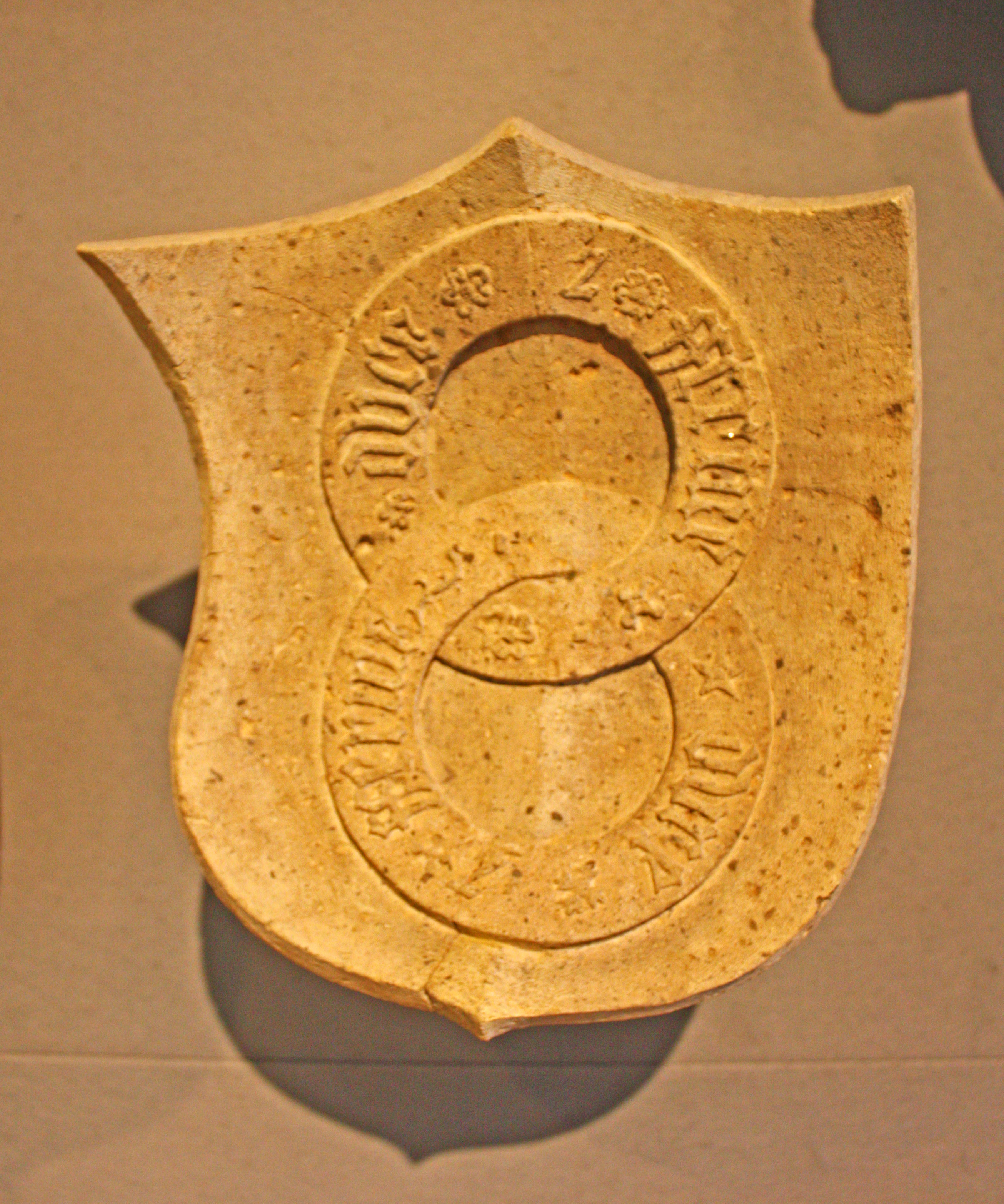
Wahrscheinlich waren verschlungene Kreise das Zeichen der Familie Sloesgin
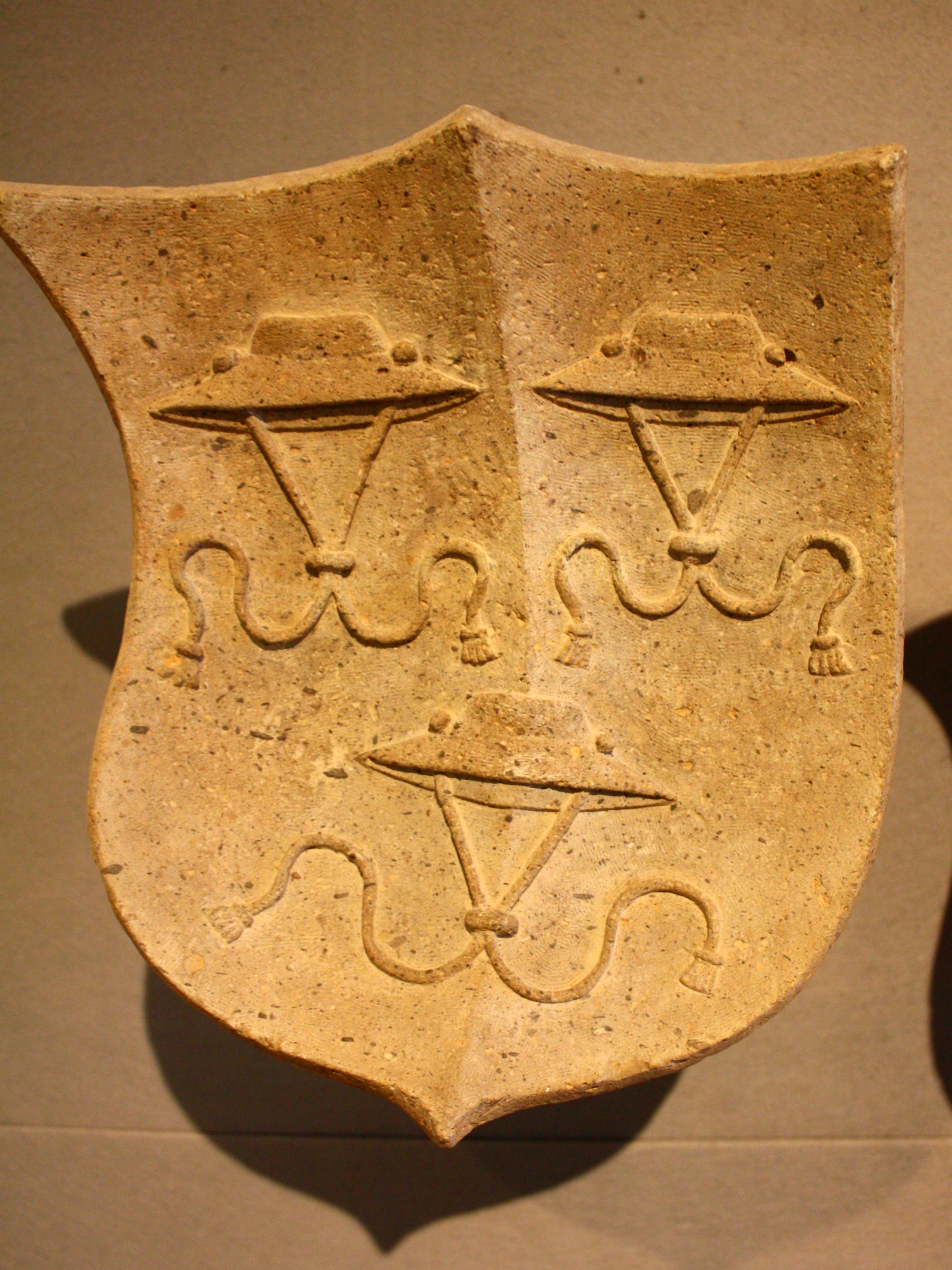
Schild mit Wappen derer von Hardenrath

Den an die Wände aufgebrachten grotesken sogenannten Grinköpfen, denen ursprünglich Pflanzen aus Mund und Nase wucherten (auch als Rankenfresser bezeichnet), sollten den Teufel als Versucher abwehren. Als Widerpart waren ihnen engelhafte Figuren entgegengestellt, wie das Fragment mit einem verführerisch schönen Frauenantlitz mit Perlenschmuck und modischer Hörnerhaube im Kölnischen Stadtmuseum.Ref?

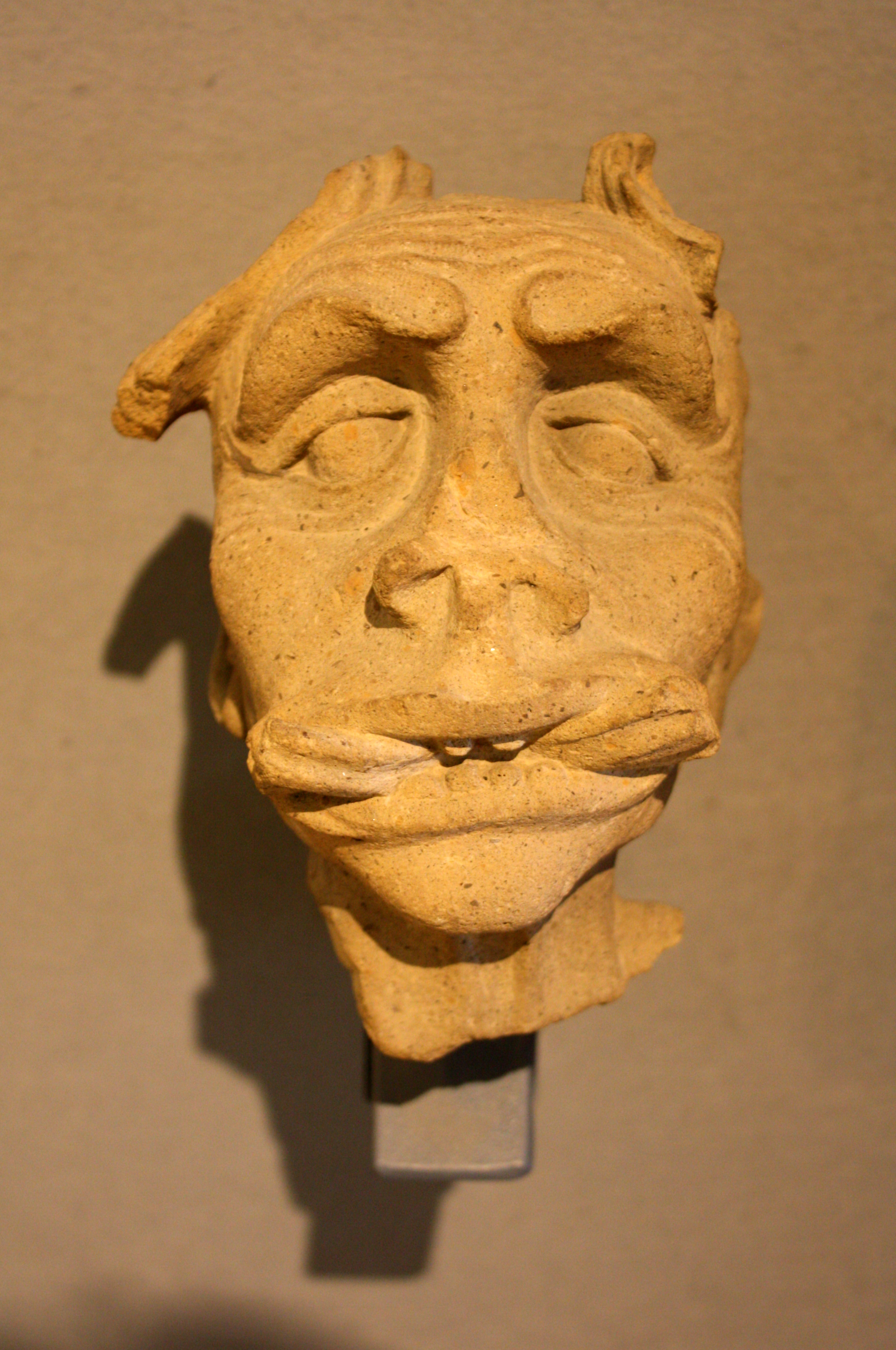
Sogenannter Rankenfresser
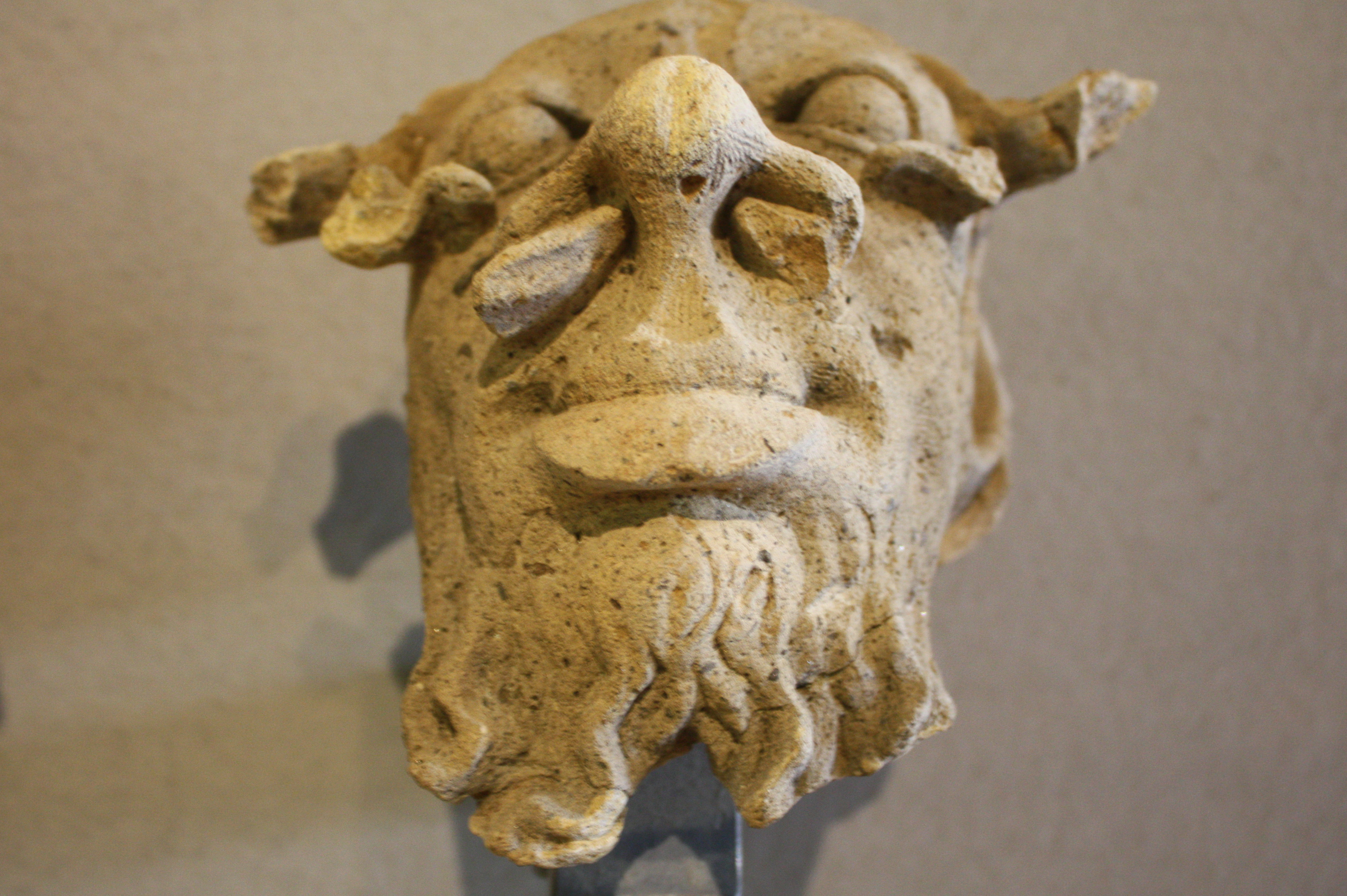
Rankenfresser
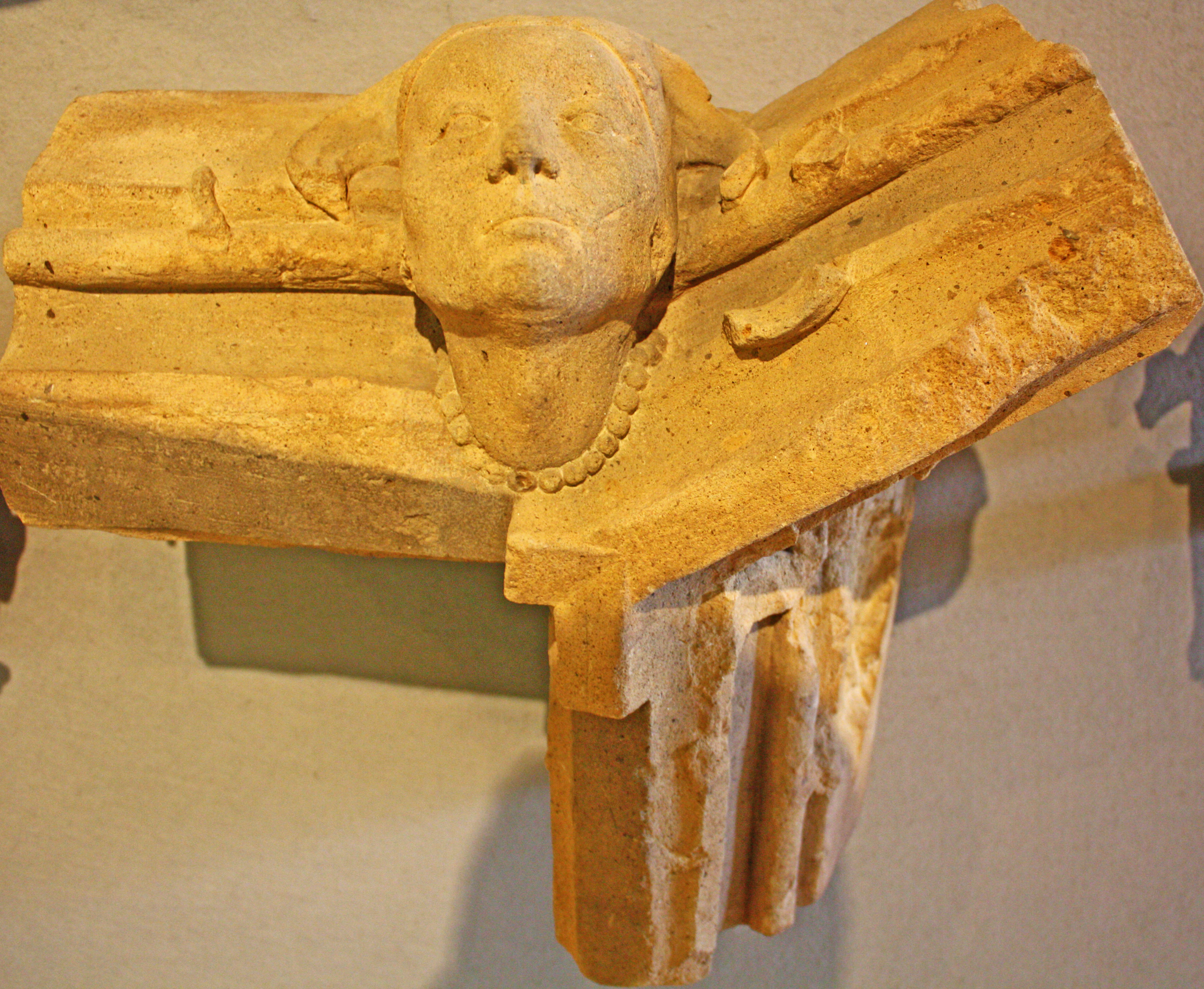
Antlitz einer mittelalterlichen Schönen

In der Mitte des 17. Jahrhunderts wurde das patrizische Anwesen Eigentum der Kölner Bürgermeisterfamilie Groote, von der es in späterer Zeit an die Kölner Kasinogesellschaft gelangte.

### Haus Hardenrath, Sternengasse
Das Haus zum Raben in der Sternengasse (platea stellarum) war 1422 im Besitz des mehrmaligen Kölner Bürgermeisters Mathias Walrave (erste Amtszeit 1418), 1453 ging es in den Besitz der Bürgermeisterfamilie Kannegießer über. Seit dem Jahr 1619 war das offenbar von der Oberschicht der Stadt geschätzte Haus im Besitz der inzwischen adligen Familie Johann von Hardenrath. 1643 ging das Haus wohl als Mitgift an die Tochter Anna Christine von Gronsfeld über. In diesem weiterhin als Hardenrathsches Haus bezeichnete Gebäude starb am 3. Juli 1642 die im Kölner Exil lebende Maria de’ Medici.

## Stifter und Stiftungen
Wohlhabende Bürger engagierten sich für das Gemeinwohl der Stadt. Dies fand Ausdruck in Stiftungen, in dem sie zum Beispiel Armen- oder Waisenhäusern spendeten oder Konvente förderten, in die viele Töchter aus gutbürgerlichen Verhältnissen eintraten und dort nicht selten zur Führung der klösterlichen Einrichtung aufstiegen. Stiftungen für die Pfarrkirchen in den Wohnvierteln des jeweiligen zumeist der Oberschicht der Stadt angehörenden Spenders waren keine Ausnahmen, sondern die Regel. Die Art der Spenden war vielfältig. Es waren Zuwendungen in bar oder als regelmäßige Renten, die Übernahme von Baukosten für klösterliche Anlagen, Kirchenneu- und -umbauten, sowie Schenkungen in Form von Grund und Boden.
Auch die bildende Kunst profitierte von den Aufträgen der spendablen Honoratioren. Die Baugewerbe, die Bildhauerkunst und die Malerei sowie das gesamte Kunstgewerbe der Stadt erlebten im 15. und 16. Jahrhundert eine Blütezeit.
Auch die Pflege der Kirchenmusik wurde gefördert. Hier war es in Köln an erster Stelle die Stiftung des Johannes Hardenrath, der an der Stiftskirche St. Maria im Kapitol eine Sängerschule einrichtete. An diese erinnert heute  das idyllische Sangmeisterhäuschen bei dem Dreikönigenpförtchen.

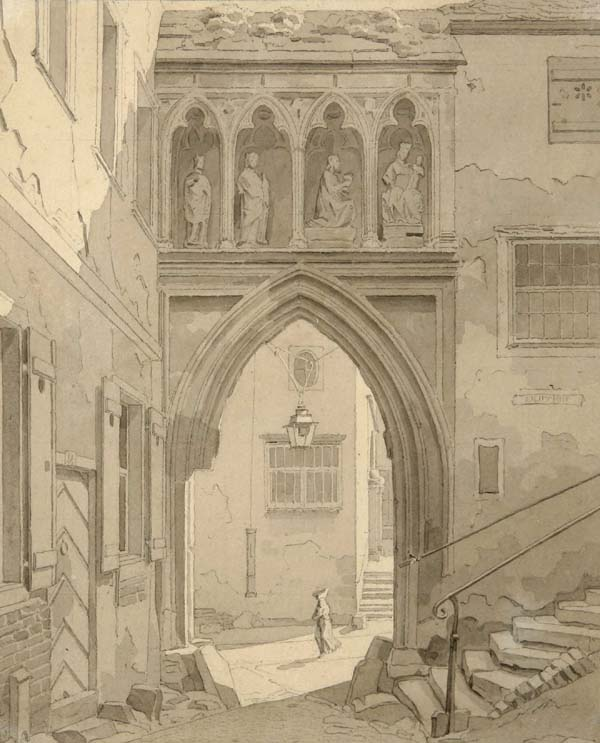
Blick vom Lichhof auf die Königstraße/Ecke Marienplatz. J. P. Weyer, Tuschzeichnung 1827

### Stiftung Dreikönigenpförtchen
Auch an der nordöstlichen Seite des Marienplatzes befand sich ein Eingang in den Immunitätsbereich von St. Maria im Kapitol. Durch den kleinen Tordurchgang am Eckhaus der Königstraße betrat man den dem Chor der Kirche vorgelagerten Lichhof, einer wohl zu sehr früher Zeit als Kirchhof genutzten freien Fläche. Noch im Jahr 1355 gab man dem Durchgang keinen speziellen Namen, das Schreinsbuch Porta Martiäs (Bezirk Sankt Martin) verwandte die Bezeichnung „Römisches Tor“.
Die 1460 durch Johannes Hardenrath gestiftete gotische Neugestaltung der Pforte, über der kirchenseits in vier Nischen eine farbig gefasste Figurengruppe der Anbetung der Könige von 1360 (Wieder-?)Aufnahme fand, wurde als „Dreikönigen-Törchen“ bezeichnet.

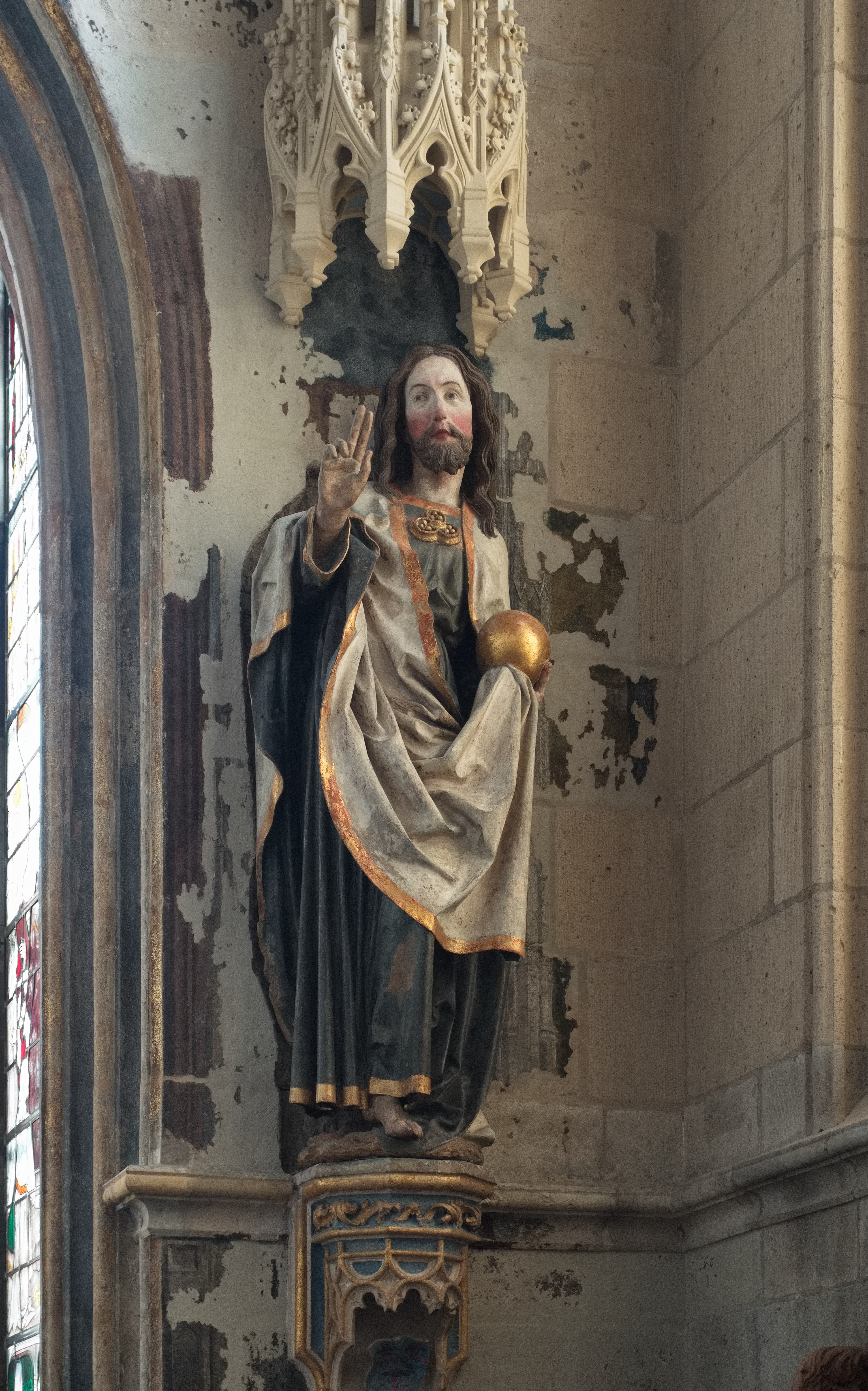
Hardenrath-Kapelle, Salvador Mundi aus der Werkstatt Niclaus Gerhaerts, um 1466

### Stiftung Salvatorkapelle und Ausstattungen der Stiftskirche
Schon bald nach dem Hauserwerb am Marienplatz beauftragte Johannes Hardenrath (1464) den Kölner Dombaumeister Konrad Kuyn († 1469) die Ostkonche von St. Maria im Kapitol mit einer Chorschranke auszuschmücken; Figuren von Johannes Hardenrath und Sibilla Schlösgens, die dem Chor zugewandt sind, verbildlichen den Stiftungsakt. 1466 ließ er in der Stiftskirche eine Familienkapelle anbauen.

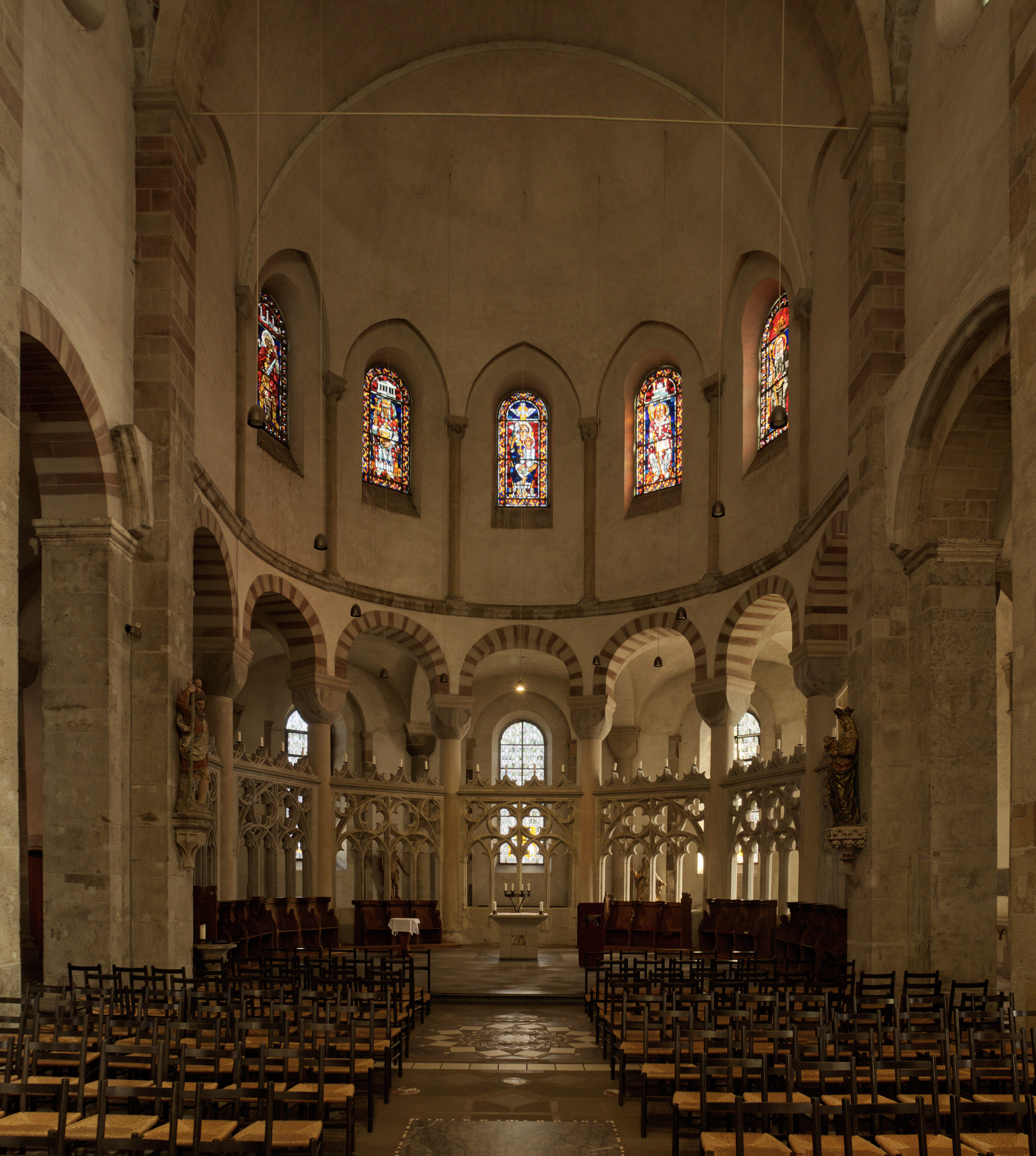
Chorraum, mit der umlaufenden, von Joh. Hardenrath gestifteten Chorschranke (1464)
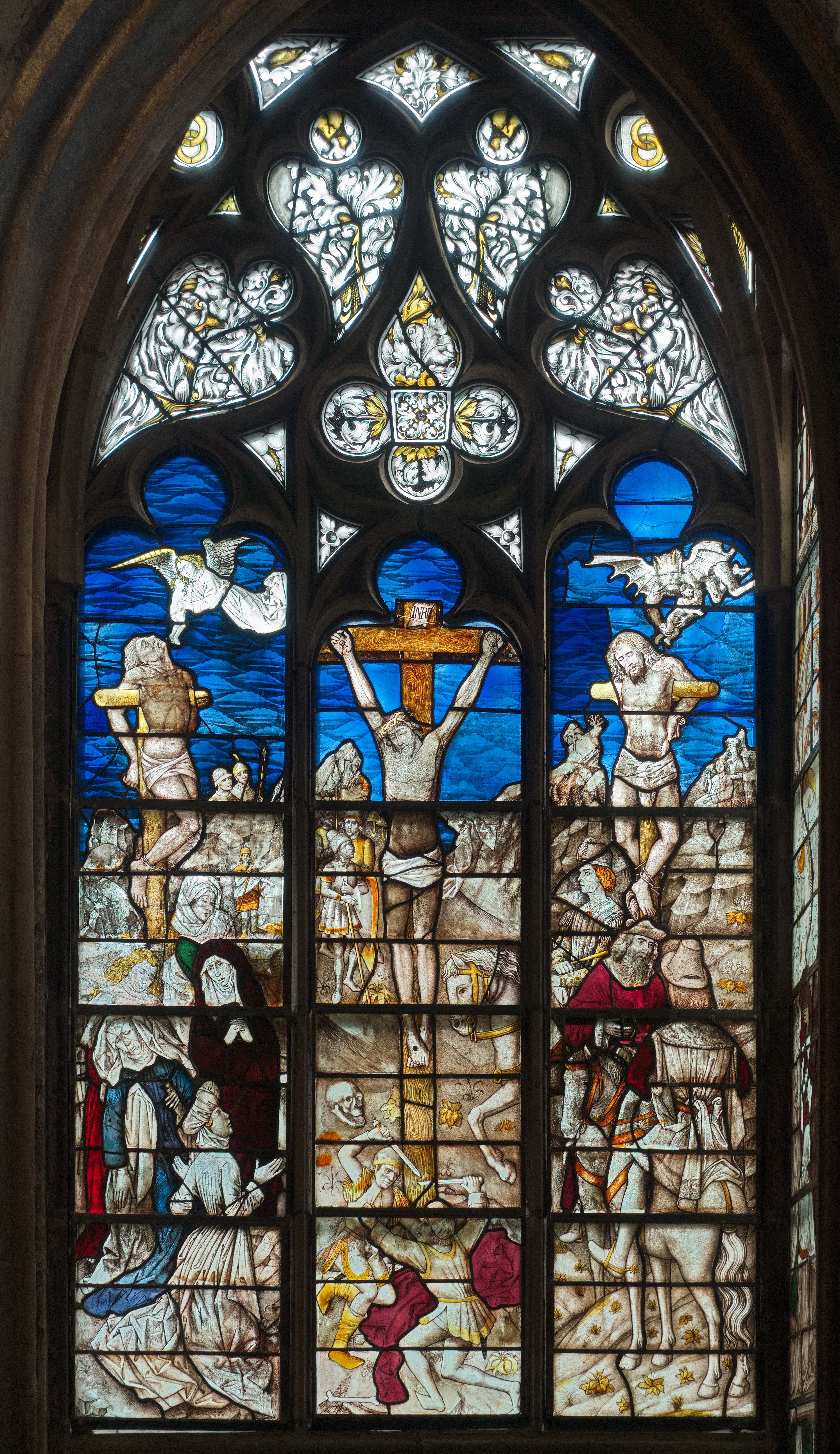
Ostfenster der Hardenrath-Kapelle (1466)

Die Kapelle entstand an deren Südseite im Zwickel zwischen dem Chor und dem Querhaus, von dem sie auch zu betreten war, und erhielt den Namen „Capella S. Salvatoris“. Es war ein Privatoratorium, das liturgisch, rechtlich und finanziell von der Kirche unabhängig war. Die dem Salvator (Heiland) geweihte Kapelle wurde in der Folge jedoch nur „Hardenrath Kapelle“ genannt.
Bis zum Zweiten Weltkrieg besaß die mit einem gemalten Netz-Sterngewölbe überspannte etwa vier mal vier Meter messende Kapelle eine bedeutende spätgotische Ausstattung, von der große Teile zerstört wurden. Die oberhalb eines umlaufenden Simses aufgebrachten Wandmalereien waren an der Nordwand in drei Zonen gegliedert, in einer Nischenarchitektur waren Heilige dargestellt, links davon, in einem kapellenartigen Raum, kniete der Stifter. Die beiden, den Altar flankierenden, farbig gefassten Sandsteinskulpturen Marias und des namengebenden Salvator Mundi stammen aus der Straßburger Werkstatt des einflussreichen Niclaus Gerhaert. Mit ihren Wandkonsolen und dem Gesprenge über ihnen waren sie in die gemalte Raumdekoration einbezogen. Das kleine Retabel mit einer geschnitzten Figurengruppe Marias unter den zwölf Aposteln aus dem späten 15. Jahrhundert (Flügeltafeln im 19. Jahrhundert ergänzt) gehört nicht zur ursprünglichen Ausstattung. Nur das Ostfenster über dem Altar ist außerdem noch original. 
Im heutigen restaurierten Zustand und mit der ihr über dem Kapellenzugang vorgelagerten Sängerempore mit einer Nutzfläche von 17,65 m² ist sie auch ein Beispiel für musikalisches Mäzenatentum im spätmittelalterlichen Köln.

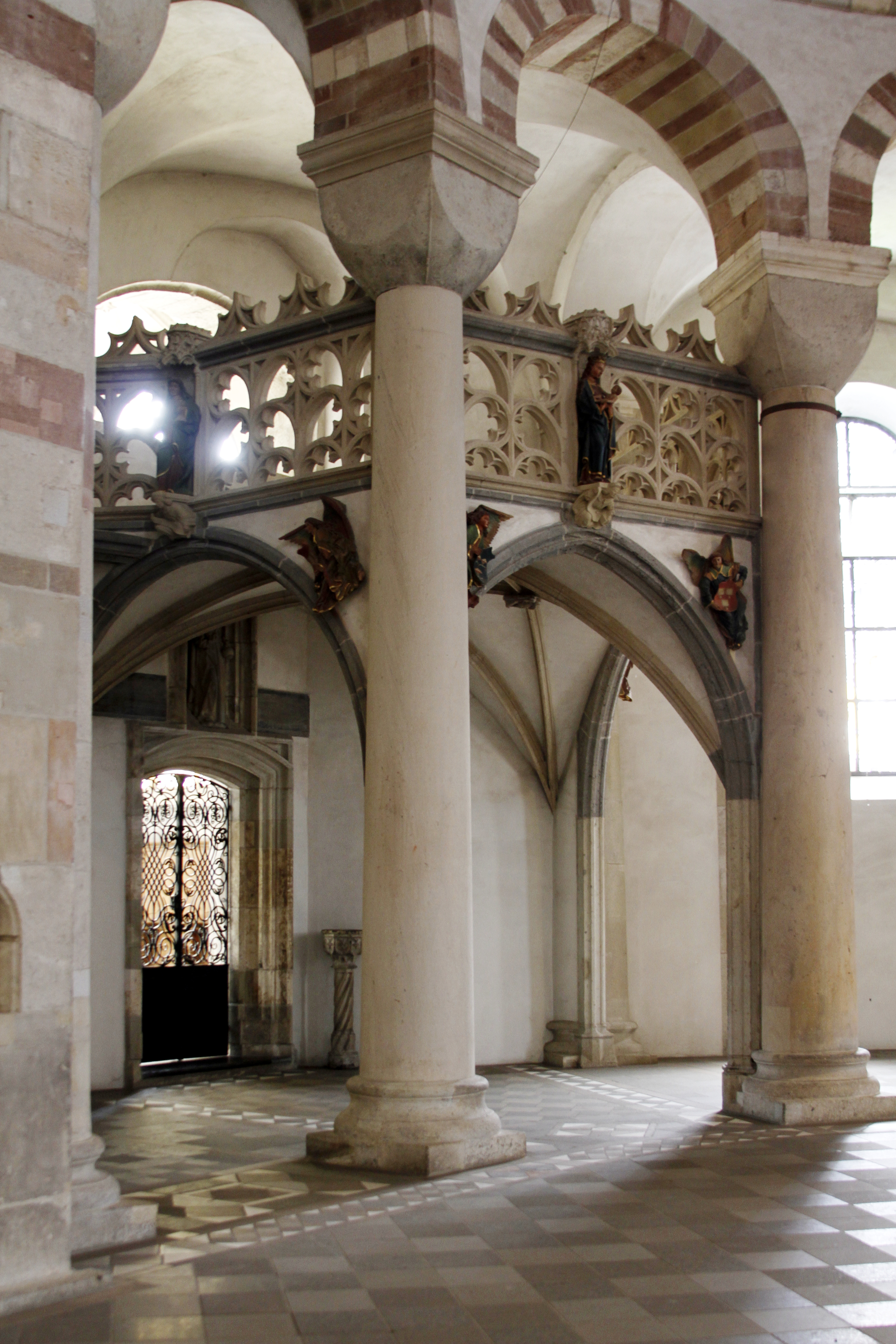
Sängerempore über der Kapelle

### Stiftung der Singermesse
Ergänzend zu der gestifteten Salvatorkapelle rief das Ehepaar Hardenrath / Schlösgen die Einrichtung einer täglich stattfindenden, von Musik und Gesang begleiteten Messfeier ins Leben. Diese auf Dauer angelegte Dotation ermöglichte erforderliche Maßnahmen, wie die Anstellung eines Singmeisters, der dann mit der Leitung einer errichteten Singschule betraut worden war. Die Einrichtung entwickelte sich im Sinne der Stifter zu einer beliebten Institution und erreichte ein hohes überregionales Ansehen. Bekannt sind Auftritte der Sänger am Düsseldorfer Fürstenhof im Jahr 1581. 1591 veröffentlichte der dortige Hofkapellmeister eine Sammlung Motetten der Kölner Musiker. Die Stiftung wurde bis in das 19. Jahrhundert von den Nachkommen des Johannes Hardenrath aufrechterhalten.

### Stiftung für die Kölner Kartause

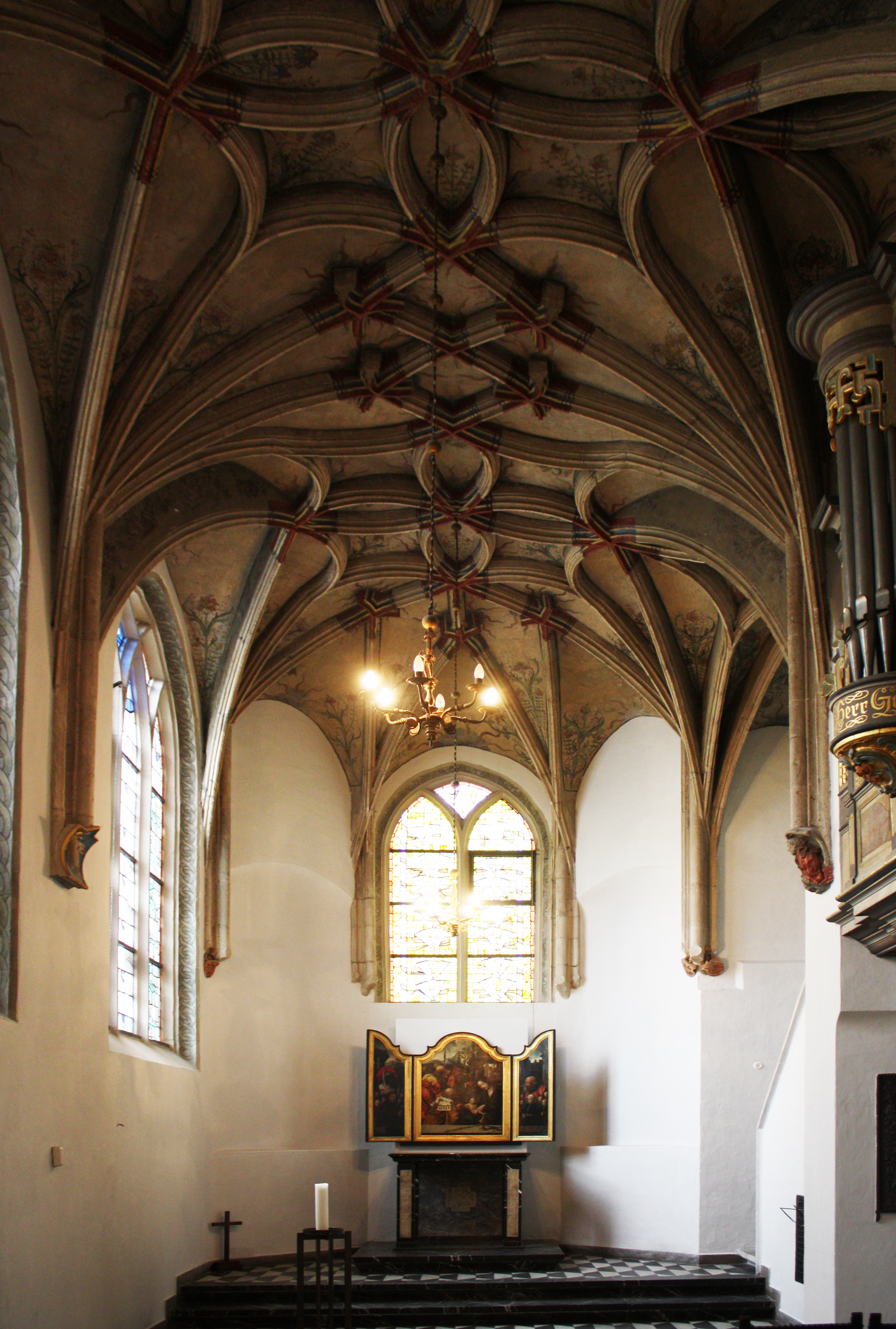
Harderathkapelle der Kartäuser

1510 stifteten Johannes von Hardenrath und seine Frau Agnes von Merle den Mönchen der Kölner Kölner Kartause eine neue Kapelle, in der die bestehende Sakristei der Kirche einbezogen wurde.
Das kleine Bauwerk war ein dritter Kapellenbau, der sich der Kirche der Kartäuser an der der Stadt zugewandten Seite unmittelbar anfügte. Zuvor waren der Klosterkirche bereits zwei Kapellen gestiftet worden. Die erste, die Engelskapelle, entstand aus einer Stiftung, die der ehemalige Kölner Bürgermeister Jakob von Hemberg, alias von Bernsauwe, dem Kloster zukommen ließ. Diese 1425 geweihte Kapelle wurde auch noch in späterer Zeit mehrmals erwähnt, so hieß es noch 1545 in einer Urkunde:
„eine Zelle by der engelen kapell lanx der straissen stainde“.
Der Engelskapelle wurde bereits wenig später der Bau der Marienkapelle angeschlossen, die 1426 Erzbischof Dietrich den Laienbrüdern des Ordens stiftete und sie im Jahr 1427 weihte.
Die von den Eheleuten Hardenrath finanzierte Kapelle, die in der Folge auch als „Neue Sakristei“ bezeichnet wurde, sollte zum kunstvollsten Bauwerk der Kartause werden. Sie blieb, abgesehen von erheblichen Zerstörungen ihrer Innenausstattung während der Franzosenzeit sowie der Einwirkungen des Zweiten Weltkrieges, bis heute erhalten.

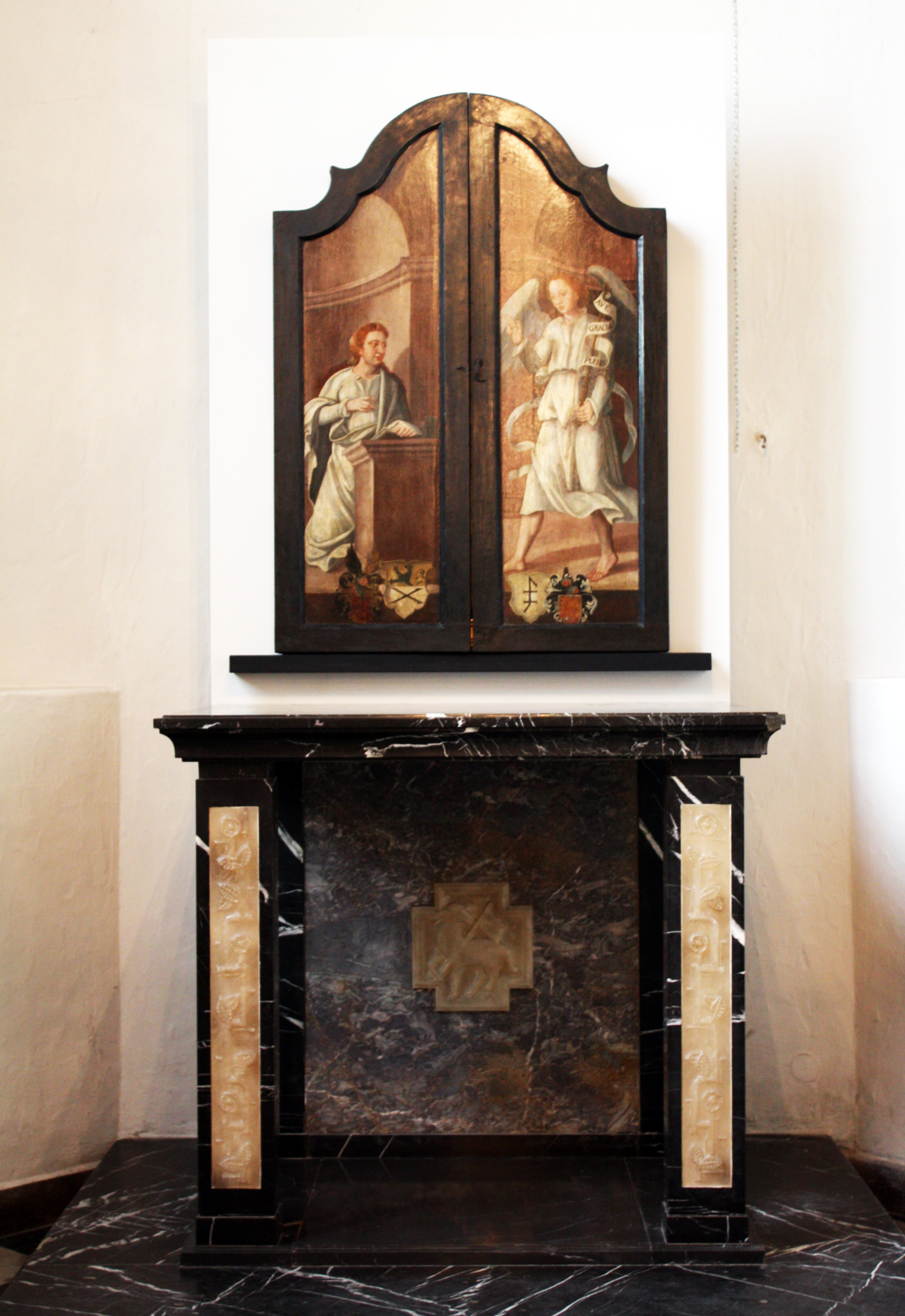
Geschlossenes Altarbild mit Wappenschilden ungeklärter Bedeutung eines heute unbekannten niederländischen Malers des 16. Jahrhunderts
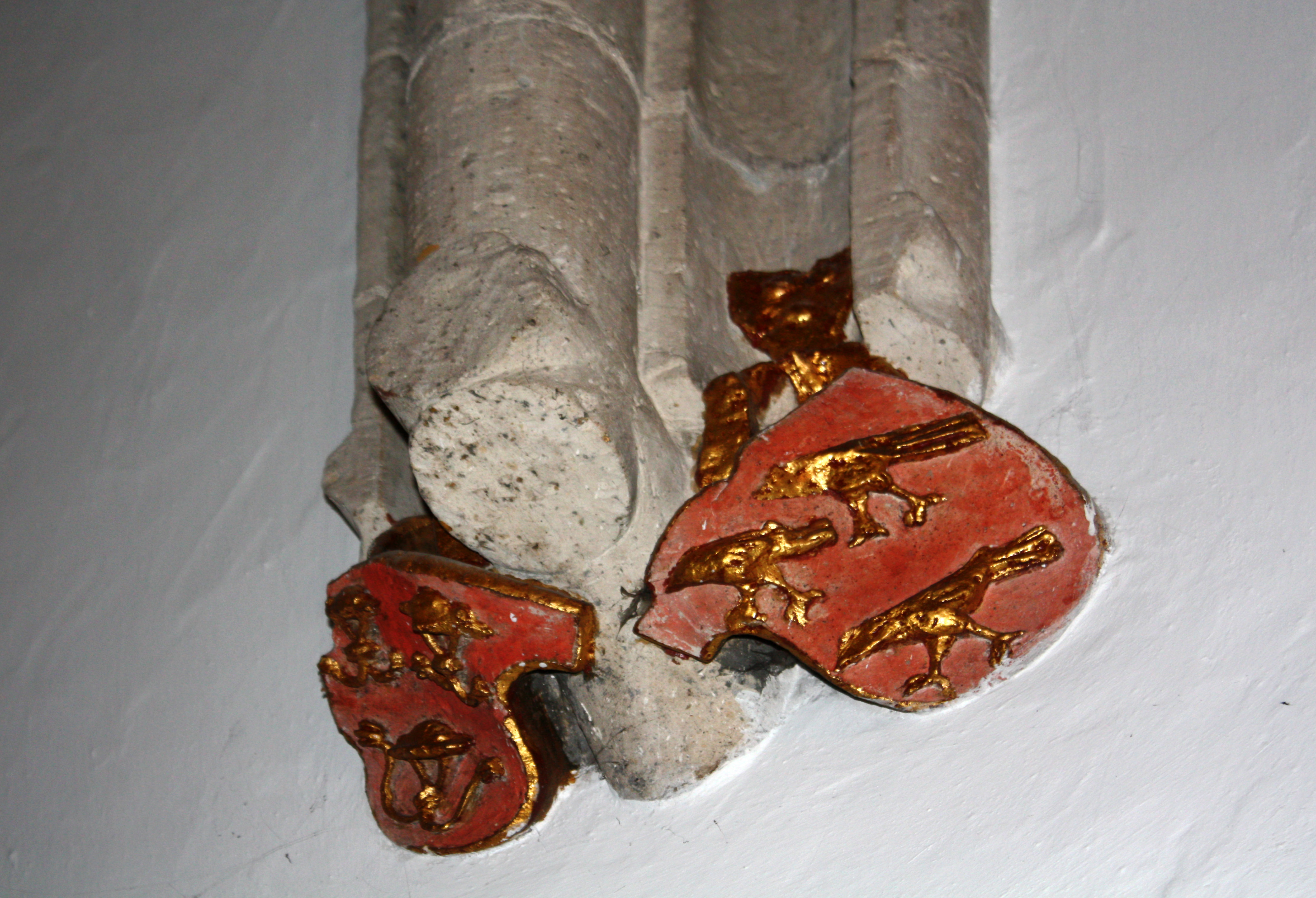
Kardinalshüte und „Merlen“ auf den Wappenschilden der Kölner Patrizierfamilien Hardenrath und Merle
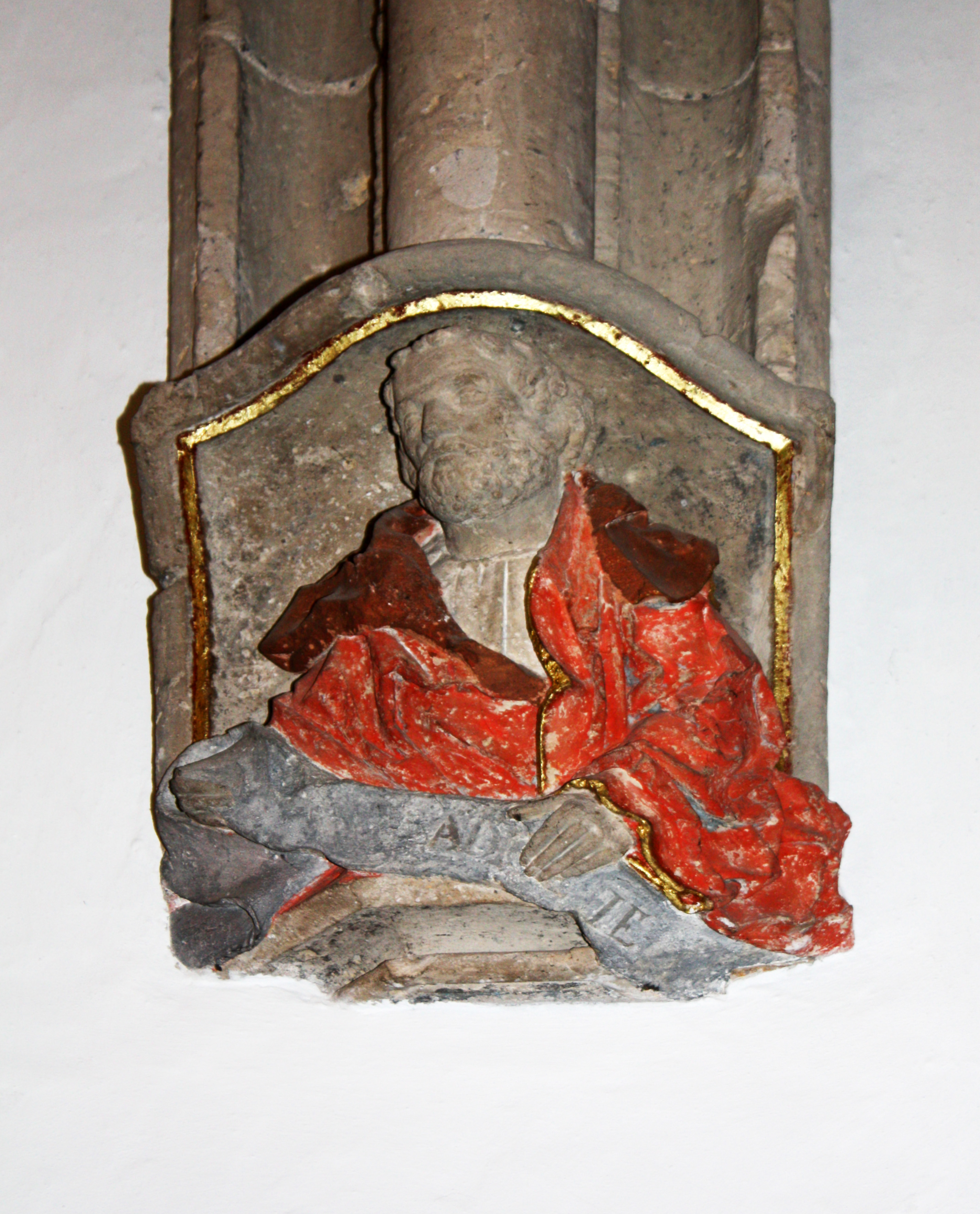
Steinrelief des Johann Hardenrath mit nachgebildetem Kopf

Bei ihrer Entstehung war die alte Sakristei um ein zusätzliches Joch erweitert und eine polygonale Apsis  gestaltet worden. Das spätgotische, mit schmückenden Verzierungen durch Blumen- und Rankenornamentik ausgefüllte Netzgewölbe soll ein Werk des in Köln tätigen Baumeister Johann von Langenberg sein. Vier der auslaufenden Endstücke der Gurtbögen endeten mit den paarweise angebrachten Wappenschilden der Stifter. Diese waren jeweils das des kaiserlichen Stallmeisters Johann von Hardenrath mit drei goldenen Kardinalshüten auf rotem, goldgefasstem Grund und ein Schild seiner Frau Agnes von Merle, welches auf ebenfalls goldgefasstem, aber blauen Grund, drei goldene Merlen darstellte (bei der Restaurierung um 1928 mit rotem Grund verfälscht). Einer der zwei weiteren Bogenendstücke des Gewölbes endete mit einem Relief der Agnes von Merle (von den Franzosen völlig zerstört und durch einen Adler ersetzt) und auf der Gegenseite mit einem ebenso in Stein gefertigten Brustbild des Stifters Hardenrath. 1511 wurde die Kapelle und ein zu Ehren der heiligen Katharina und der heiligen Anna aufgestellter Altar von Theoderich Wichwael aus dem Orden der Augustiner, Titularbischof von Cyrene, geweiht.

## Überlieferungen

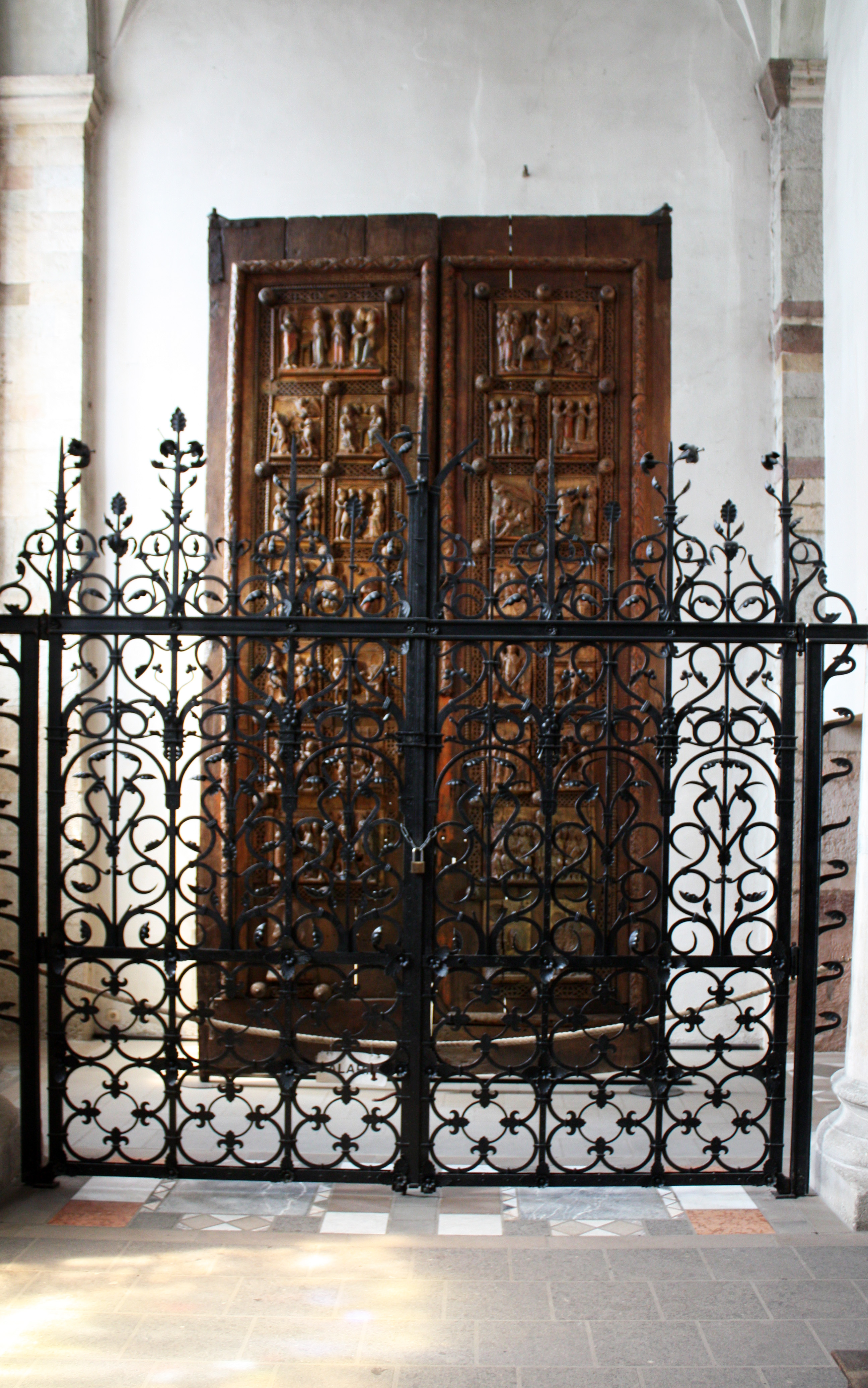
Altes romanisches Portal der nördlichen Konche. Mitte des 11. Jahrhunderts

Dass Johann Hardenrath durch den Rat der Stadt 16-mal zum obersten Repräsentanten der Stadt gewählt wurde, legt die Annahme einer guten Amtsführung nahe. Die Nachfolger des Johann Hardenrath zogen nach erfolgter Wahl von alters her mit den Herren der vielköpfigen Ratsversammlung vom Haus der Bürger (dem Raitzhuys) zur Kirche St. Maria im Kapitol. Dort betraten sie durch eine noch heute erhaltene geschnitzte Portaltüre an der Nordseite der Kirche das Gotteshaus und feierten eine Messe zur Danksagung. Danach wurde der neue Bürgermeister vor einem Gemälde Hardenraths beschworen, diesem alle Ehre zu machen und dessen Handeln nachzueifern.
Hermann von Weinsberg dagegen soll sich, obwohl er selbst das Amt als Ratsherr ausübte, kritisch zu Hardenrath geäußert haben. Er schrieb in seinen Aufzeichnungen bezüglich der Kölner Politik, dass er in Hardenrath einen typischen Vertreter des Kölner Klüngel sehe. Weinsberg führte dazu wie folgt aus:
 Also hilf magschaft, swagerschaft und gefatterschaft beforderen.

## Verlust der letzten gotischen Hauskapelle

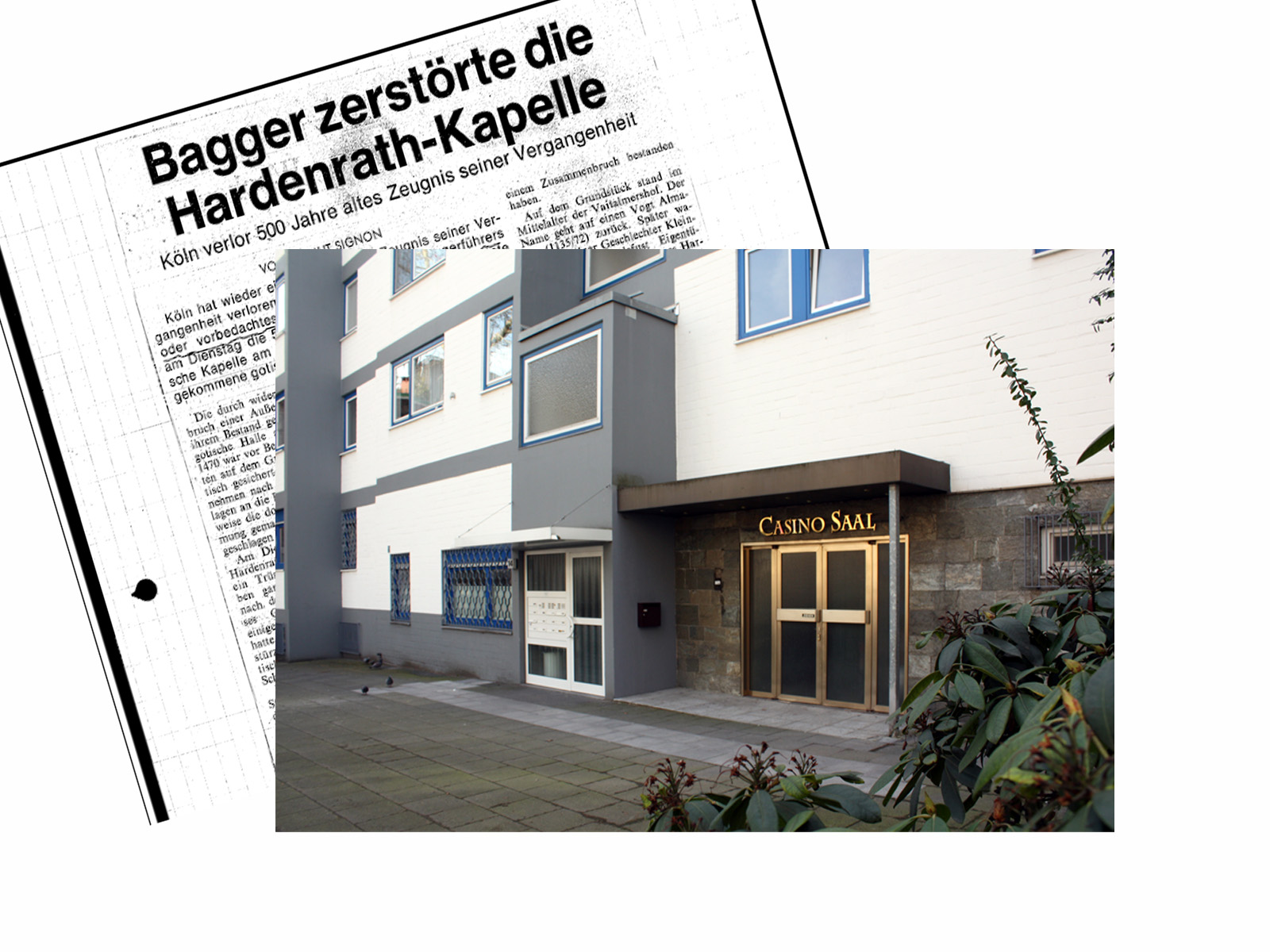
Ehemaliger Standort der Hardenrathschen Kapelle

Menschliches Versagen führte im März 1970 zur Zerstörung des etwa 550 Jahre alten Bauwerkes am Kölner Marienplatz. Die so genannte Hardenrathsche Kapelle war ein Zeugnis reichsstädtischer Baukunst und zugleich die letzte erhaltene gotische Hauskapelle der Stadt. Sie hatte den letzten Weltkrieg überstanden und stand in den letzten Jahren ihres Bestehens ungenutzt am Marienplatz. Desinteresse der zuständigen Stellen überließ das Bauwerk der Verwahrlosung, sodass es zuletzt ein Asyl nicht sesshafter Menschen geworden war. Für den dann während der dort durchgeführten Baumaßnahmen erfolgten Einsturz des historischen Bauwerkes fand sich kein Verantwortlicher. Überlegungen, die zu 80 Prozent zerstörte Hauskapelle wieder aufzubauen, führten zu keinem Ergebnis, und der geplante Bau eines mehrstöckigen Doppelhauses wurde realisiert.
Die teilweise heftigen Reaktionen, die dieses Geschehen in der Politik und der Bevölkerung auslöste, wurden in der gesamten Presse der Stadt sowie in weiteren Medien entsprechend kommentiert. Die wesentlichsten Artikel zu diesem Ereignis wurden später archiviert. Diesem Archivgut entstammt folgender Auszug:
Nach Zeugenaussagen von unter anderen Pfarrer Angenendt von St. Maria im Kapitol, ging der Stadtkonservator Fried Mühlberg davon aus, dass die Kapelle mit Absicht zum Einsturz gebracht wurde.

## Wappen
Blasonierung: In Blau drei (2:1) goldene Judenhüte. Auf dem blau-golden bewulsteten Helm mit blau-goldenen Helmdecken eine neunblättrige goldene Schilfstaude.